# 佐賀県

佐賀県シンボルマーク

佐賀県（さがけん）は、日本の九州地方に位置する県。県庁所在地は佐賀市。
お茶や唐津・伊万里・有田などの古くからの陶磁器の産地として有名で、玄界灘と有明海の2つの海に接する。令制国の肥前国東部に相当する。明治の府県制成立の際、同国は佐賀県と長崎県の2県として分立した。九州地方の中では最も面積、経済規模が小さい県である。一方、人口密度は全国で16番目に高く、広島県や宮城県よりも高い。

## 地理・地域
佐賀県は、日本の中では西部（西日本）あるいは南部（南日本）に位置しており、九州地方の中では北部（北部九州）または西部（西九州）に位置している。人口・面積共に九州7県の中では最も少なく、また人口・面積ともに全47都道府県中42番目であるが、人口密度は全47都道府県中16番目と上から1/3であり、九州の中でも2番目に高い。
県内の地域区分は佐賀藩と唐津藩に二分されていた歴史的経緯から、唐津市を中心とした北部（北西部）と佐賀市を中心とした南部（南東部）に分ける2区分が最もよく用いられる。より細かく分ける場合は、北部・東部・西部の3区分や三神・佐城・杵藤・唐松・伊西の5区分が用いられる。
前身の一つである佐賀藩は、幕末期には明治維新の中心的役割を担った薩長土肥の一つに数えられ、大隈重信や江藤新平などの重要人物を輩出した。
県名の認知度調査においては2002年の調査結果では（小学校4年生～小学6年生対象）第44位、2004年の調査結果では（中学生対象）で第30位となっている。

### 地勢
佐賀県の形は、凹凸のある逆三角形に近い。北西部はリアス式海岸と砂浜の玄界灘、南東部は干潟と干拓地の有明海という、海岸の様子が全く異なる2つの海に接している。有明海沿岸から筑後川沿いには県の面積の3割を占める佐賀平野が広がり、玄界灘から佐賀平野西部までは杵島丘陵などの丘陵地帯である。北東部に脊振山地、南西部に多良岳山系といういずれも1,000m級の山地があって丘陵地帯を挟んでいる。耕地が県面積の39%に上り、国内平均の2倍と高い割合である一方、森林・荒地は同49%と国内平均の7割に留まっている。
県の北東部を東西に連ねる脊振山地は唐津市浜玉町から鳥栖市までその稜線が福岡県との県境になっている。鳥栖市で山脈は途切れるが、その延長線上には福岡県の耳納山地が延びている。鳥栖市・基山町は隣接する久留米市とともに山地の合間にあり、北の福岡平野と南の筑紫平野を結ぶ道路網・鉄道網の分岐点となっている。交通の要所かつ工業地域で福岡都市圏のベッドタウンでもあるため、住宅開発が進んでおり人口減少が続く県内では例外的に人口増加率が高い。福岡、佐賀の両県に広がる筑紫平野を中心に有明海や筑後川を囲む筑後佐賀エリアの人口は100万人を超え、域内の総生産は北九州都市圏に迫る規模がある。山地は平野部の北側に広がっていて、県中央部に位置する天山まで連なっている。
脊振山地の南麓は緩やかな洪積台地からなる細長い丘陵地帯で、それより南側には幅の広い平坦な沖積平野である佐賀平野が東西に広がっていて県の東部から中央部を占める。佐賀平野は筑紫平野の西半分を指す別名で、古くより穀類の生産が多い穀倉地帯である。筑紫平野の中央を縦断する筑後川が福岡県筑後地方（筑後平野）との境である。平坦な低地が内陸まで広がり大小多数の河川が流れるため20世紀半ばまで洪水被害が頻発していたが、治水が進んだことにより現在は被害が大きく抑えられている。佐賀平野の南には有明海があり、遠浅の広い干潟が広がり干潟独特の生物相がみられる。沿岸には江戸時代以降の干拓により造成された地域が分布している。県内の干拓面積は江戸時代から累計100km2前後に達しており、佐賀平野の1割・県面積の4%に達する。
北西部は、日本海と東シナ海の接続水域である玄界灘に面する。海に突き出た東松浦半島（上場台地）や北松浦半島は玄武岩で構成された溶岩台地であり、温暖で部分的に照葉樹林も分布する。リアス式海岸で半島や離島が点在、唐津湾や伊万里湾には砂浜が分布する。この一帯の海岸沿いは玄海国定公園に指定され、唐津城や呼子などの観光地がある。
玄界灘沿岸の河口低地より南側、県南西部には杵島丘陵が広がり、長崎県との県境をなす多良岳山系へと続く。杵島丘陵には芳ノ谷層（始新世）や佐世保層群（漸新世後期）の石炭を含む層（挟炭層）があり、かつて炭鉱として栄えたが閉山により急速な地域衰退と人口減少を経験した。また有田泉山で陶石が採れたことをきっかけに創始された伊万里焼（有田焼）は、佐賀県を代表するブランドである。武雄温泉や嬉野温泉などの温泉街も点在する。
活動していない火山の多良岳以外は、佐賀県内に火山はない。地震の被害を受けることは少ないが、梅雨などの大雨による洪水、台風の被害は多い。一方で、森林面積の3割強を占める自然林・二次林のほとんどが常緑広葉樹林で、玄界灘沿岸部には照葉樹林も見られる。残りの7割弱はスギとヒノキを中心とする人工林で、森林面積に占める人工林率66%（2002年）は日本の都道府県の中で最も高い。
県内の主要地形・自然公園
- 平野: 佐賀平野（筑紫平野）
- 山地

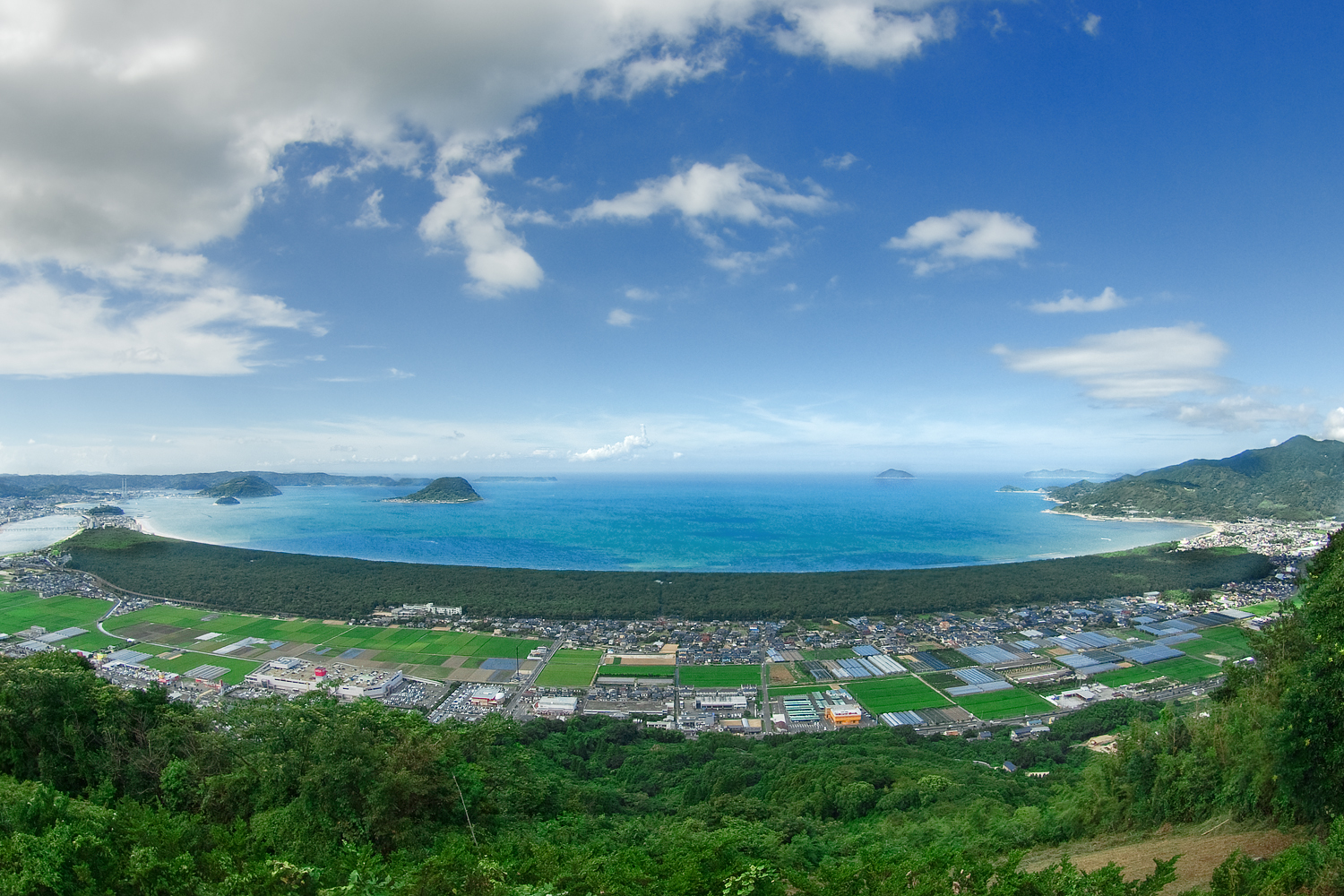
国の特別名勝・虹の松原（唐津市）

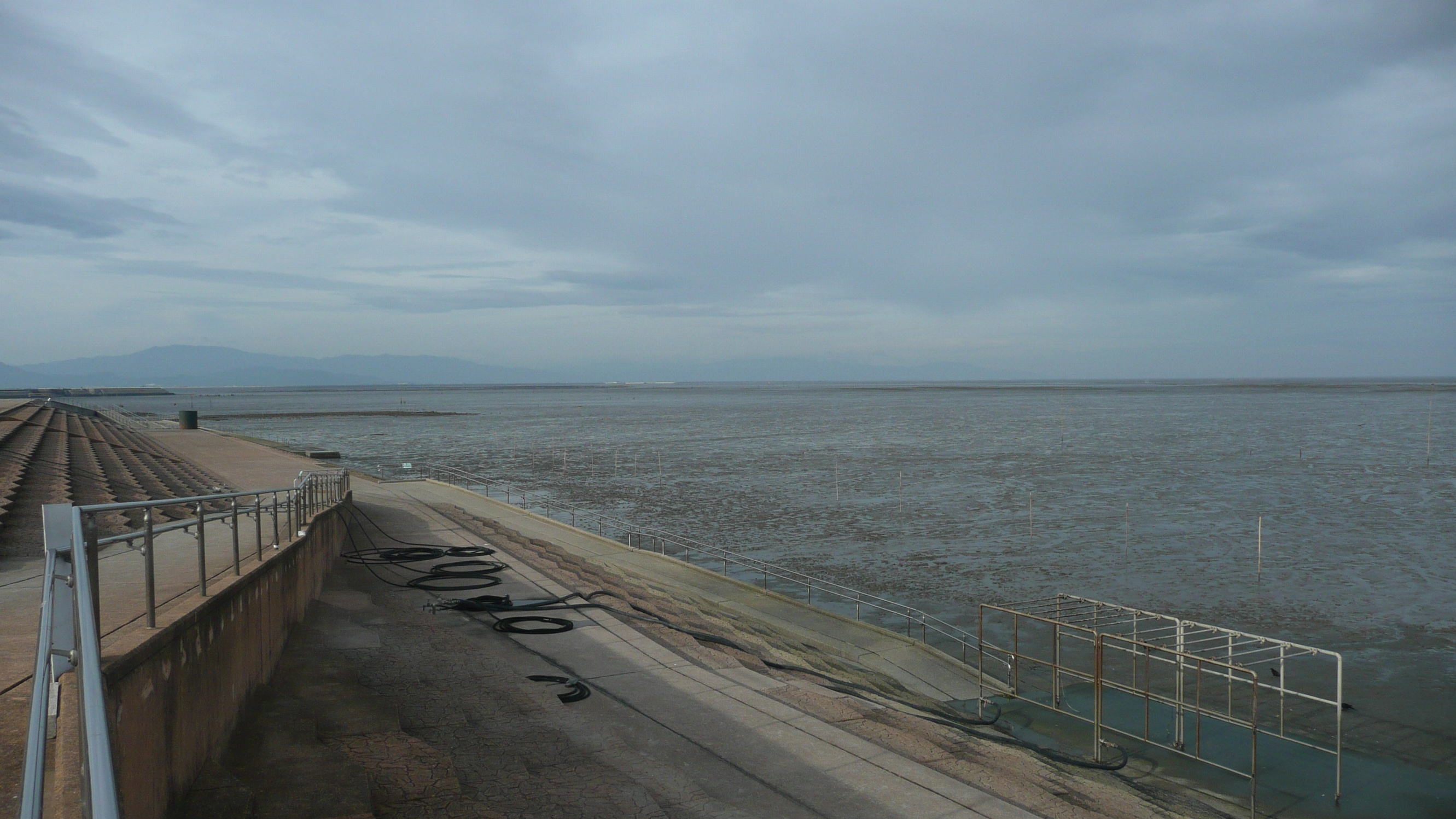
国内最大の干潟を有する有明海（鹿島市 七浦海岸）

  - 脊振山地（筑紫山地）:脊振山 (1,056m)、天山 (1,046m)、井原山 (982m)、金山 (967m)、雷山 (955m)、羽金山 (900m)
  - 多良岳山地:経ヶ岳（県内最高地点、1,076m）、多良岳 (996m)
- 丘陵地:上場台地、杵島丘陵
- 河川:筑後川（佐賀県内を流れる分は15.5km）、嘉瀬川 (57.5km)、松浦川 (45.3km)、六角川 (43.6km)
- 湖沼: 北山ダム、嘉瀬川ダム
- 海
  - 有明海:諫早湾
  - 玄界灘:唐津湾、伊万里湾、壱岐水道（対馬海峡）
- 半島:東松浦半島、北松浦半島の一部
- 島
  - 有明海側:竹崎島（たけさきじま）、沖ノ島（おきのしま）
  - 玄界灘側:高島（たかしま）、神集島（かしわじま）、小川島（おがわしま）、加部島（かべしま）、加唐島（かからしま）、松島（まつしま）、馬渡島（まだらしま）、向島（むくしま）
- 自然公園
  - 国定公園：玄海国定公園
  - 県立自然公園：黒髪山県立自然公園、多良岳県立自然公園、天山県立自然公園、八幡岳県立自然公園、脊振北山県立自然公園、川上金立県立自然公園

県の領域
- 北端 唐津市加唐島エヌオノ鼻 - 北緯33度36分57秒
- 東端 鳥栖市飯田町 - 東経130度32分31秒
- 南端 藤津郡太良町大浦甲（竹崎） - 北緯32度57分1秒
- 西端 唐津市馬渡島大瀬 - 東経129度44分12秒

隣接する都道府県
- 福岡県
- 長崎県
- 北海道、長崎県、沖縄県を除く全ての都府県には、陸上で隣接する県が2つ以上あるが、佐賀県はその隣接県同士が全く接していない唯一の県である。すなわち、福岡県から長崎県の間を陸上で移動する場合には必ず当県を通過する。

### 気候
佐賀県は、日本の中では比較的気候が温暖であるが、冬の寒さは緯度の割りには厳しく東京よりも寒い。2016年1月25日には、県内全観測地点で真冬日を観測した。日本を広域的に見た場合、県内全域が太平洋側気候に入る、北部の玄界灘沿岸部は曇が多いが、降水量の面で日本海側気候とは明確に異なる。台風の通過・被害が多いが、九州のほかの県と比べると少ない方である。県内の気候は、大きく3つに分かれている。
佐賀市を中心とした南部の平野部
夏に降水量が多く冬も多い。年間を通してもかなりの降水量である。気温は熊本市などの盆地に近い傾向で、1日の気温差が大きい傾向にあり夏は暑さが厳しく猛暑日、熱帯夜が多い。平野部は海抜が低いため、水害（洪水）が多いほか有明海から吹き付ける塩分を含んだしぶきが、塩害を発生させることも多い。また内陸のため冬季を中心に乾燥しやすく、雪が何度も降ることもある。佐賀の冬は比較的極寒で、九州唯一の雪国である。
唐津市、伊万里市などの北部の玄界灘沿岸
夏も降水量が多いが、冬も季節風の影響で降水量が比較的多く降雪も年に数回記録される。海洋性気候を呈し、1日の気温差が小さい傾向にあり猛暑日や冬日は少ない。
嬉野市嬉野地区、佐賀市三瀬地区などの山間部
三瀬地区で年間降水量約2400mmとなっており、全体的に降水量は多く、特に夏に多い。1年の気温差、1日の気温差がともに大きい。冬は県内では特に低温となり、雪や霜の日数も多い。平年の天山の初冠雪は12月4日。
| 佐賀 気象庁 佐賀 | 伊万里 気象庁 伊万里 | 嬉野 気象庁 嬉野 | 左記:1981-2010平年値 |

| 平年値 （月単位） | 平年値 （月単位） | 北部          | 北部 | 北部          | 南部          | 南部        | 南部          | 南部          |
| 平年値 （月単位） | 平年値 （月単位） | 唐津市 枝去木 | 唐津 | 伊万里        | 佐賀          | 佐賀市 川副 | 白石          | 嬉野          |
| ----------------- | ----------------- | ------------- | ---- | ------------- | ------------- | ----------- | ------------- | ------------- |
| 平均 気温 (°C)    | 最暖月            | 25.4 （8月）  |      | 26.7 （8月）  | 27.4 （8月）  |             | 27.1 （8月）  | 26.1 （8月）  |
| 平均 気温 (°C)    | 最寒月            | 5.3 （1月）   |      | 5.1 （1月）   | 5.2 （1月）   |             | 4.7 （1月）   | 4.1 （1月）   |
| 降水量 (mm)       | 最多月            | 324.3 （7月） |      | 389.3 （6月） | 362.8 （6月） |             | 369.7 （6月） | 446.8 （6月） |
| 降水量 (mm)       | 最少月            | 56.5 （12月） |      | 53.9 （12月） | 42.4 （12月） |             | 43.0 （12月） | 50.9 （12月） |

### 自治体

地域区分

現在、佐賀県内には10市6郡10町、併せて20市町がある。2004年（平成16年）12月時点では7市8郡38町4村の計49市町村だったが、市町村合併により、最後の合併が行われた2007年（平成19年）10月1日に現在の数となって市町村数は半分以下に減少した。合併で廃止された市町村については、佐賀県の廃止市町村一覧を参照のこと。
なお、2006年（平成18年）3月20日に脊振村が神埼市になったのを最後に佐賀県内の村は全て消滅した。佐賀県では、江北町が「まち」としている他は「町」はすべて「ちょう」と読む。
都道府県別の面積順位が42位と小さな県であり県全体を一つの地域とすることも多いが、大きく分ければ佐賀平野を中心とした南部と東松浦半島を中心にした北部に分けられる。また、さらに細かい区分では佐城（佐賀市・小城市・多久市）三神（鳥栖市・神埼市・三養基郡・神埼郡）杵藤（武雄市・鹿島市・嬉野市・杵島郡・藤津郡）唐松（唐津市・東松浦郡）伊西（伊万里市・西松浦郡）の5地区に分けることが多い。
| 市町村 コード | 市町村     | 郡       | 面積 (km2) |   | 人口（人） | 人口密度 （人/km2） |
| ------------- | ---------- | -------- | ---------- | - | ---------- | ------------------- |
| 41201         | 佐賀市     | -        | 431.81     | ※ | 227,082    | 526                 |
| 41202         | 唐津市     | -        | 487.58     |   | 110,130    | 226                 |
| 41203         | 鳥栖市     | -        | 71.72      |   | 74,652     | 1,041               |
| 41204         | 多久市     | -        | 96.56      | ※ | 16,874     | 175                 |
| 41205         | 伊万里市   | -        | 255.24     |   | 49,706     | 195                 |
| 41206         | 武雄市     | -        | 195.40     | ※ | 45,837     | 235                 |
| 41207         | 鹿島市     | -        | 112.12     |   | 26,190     | 234                 |
| 41208         | 小城市     | -        | 95.81      |   | 42,828     | 447                 |
| 41209         | 嬉野市     | -        | 126.41     |   | 24,437     | 193                 |
| 41210         | 神埼市     | -        | 125.13     | ※ | 29,714     | 237                 |
| 41327         | 吉野ヶ里町 | 神埼郡   | 43.99      |   | 16,230     | 369                 |
| 41341         | 基山町     | 三養基郡 | 22.15      |   | 17,427     | 787                 |
| 41345         | 上峰町     | 三養基郡 | 12.80      | ※ | 9,613      | 751                 |
| 41346         | みやき町   | 三養基郡 | 51.92      | ※ | 25,482     | 491                 |
| 41387         | 玄海町     | 東松浦郡 | 35.92      |   | 4,948      | 138                 |
| 41401         | 有田町     | 西松浦郡 | 65.85      |   | 17,779     | 270                 |
| 41423         | 大町町     | 杵島郡   | 11.50      |   | 5,813      | 505                 |
| 41424         | 江北町     | 杵島郡   | 24.88      | ※ | 9,447      | 380                 |
| 41425         | 白石町     | 杵島郡   | 99.56      |   | 20,391     | 205                 |
| 41441         | 太良町     | 藤津郡   | 74.30      |   | 7,292      | 98                  |

面積は2014年10月1日時点の国土地理院『全国都道府県市区町村別面積調』による。なお、※は境界未定のある市町。人口は2025年7月1日時点の推計人口。
広域市町村圏
- 佐賀地区広域市町村圏 - 佐賀市、多久市、小城市、神埼市
- 唐津・東松浦広域市町村圏 - 唐津市、玄海町
- 鳥栖地区広域市町村圏 - 鳥栖市、上峰町、基山町、吉野ヶ里町、みやき町
- 伊万里・北松地域広域市町村圏 - 伊万里市、有田町
- 杵藤地区広域市町村圏 - 武雄市、鹿島市、嬉野市、白石町、大町町、江北町、太良町

地方拠点都市地域
- 佐賀地方拠点都市地域 - 佐賀市、多久市、小城市、神埼市
- 唐津・東松浦地方拠点都市地域 - 唐津市、玄海町

### 都市圏
県内の都市を中心市とする都市雇用圏（10%通勤圏）の変遷
| 1980年 | 1990年                  | 1995年                  | 2000年                  | 2005年                  | 2010年                  | 2015年                  |
| --- | ----------------------- | ----------------------- | ----------------------- | ----------------------- | ----------------------- | ----------------------- |
| 佐賀 都市圏 36万6499人 | 佐賀 都市圏 37万4637人  | 佐賀 都市圏 37万9865人  | 佐賀 都市圏 41万0326人  | 佐賀 都市圏 41万3320人  | 佐賀 都市圏 40万5062人  | 佐賀 都市圏 39万8217人  |
| 唐津 都市圏 13万8271人 | 唐津 都市圏 13万1376人  | 唐津 都市圏 13万8829人  | 唐津 都市圏 13万5305人  | 唐津 都市圏 13万7854人  | 唐津 都市圏 13万3305人  | 唐津 都市圏 12万8687人  |
| 伊万里 都市圏 7万4066人 | 伊万里 都市圏 7万4180人 | 伊万里 都市圏 7万3483人 | 伊万里 都市圏 7万1913人 | 鳥栖 都市圏 11万0769人  | 鳥栖 都市圏 11万3086人  | 鳥栖 都市圏 11万5681人  |
| - | -                       | 鳥栖 都市圏 6万6494人   | 鳥栖 都市圏 6万9790人   | 伊万里 都市圏 7万0666人 | 伊万里 都市圏 7万8090人 | 伊万里 都市圏 7万5387人 |
| 出典：金本, 2020年1月時点の公表値による。 県内自治体が福岡県の自治体を中心市とする福岡都市圏や久留米都市圏に含まれていた年度もあるが、この表からは除外した。 |                         |                         |                         |                         |                         |                         |

## 歴史

### 県名の由来
県名である「佐賀」は、1871年（明治4年）の廃藩置県の際県庁所在地となった佐賀郡から採られた。古来は「佐嘉」と「佐賀」両方の表記が見られたが、1870年（明治3年）に「佐賀」に統一された。古い「佐嘉」の表記は佐嘉神社などに残されている。
佐賀郡の由来は諸説あり、奈良時代の『肥前国風土記』における楠樹にまつわる「栄の国」伝説や、同じく風土記の賢女（さかしめ）伝説によるものがしばしば挙げられる。朝廷に服従していなかった土蜘蛛の「大山田女」と「狭山田女」の2人の女性が、暴れ川の佐嘉川（嘉瀬川）を鎮めて崇められたことから賢女と呼ばれたことが地名に由来する。また、傾斜地を指す「坂（さか）」、潮汐作用などで水が逆流する「逆（さか）」、砂丘地を指す「洲処（すが）」の転訛説などもある。
クスノキは、県内各地に名木が所在し「県の木」に指定されるなど縁が深い。

### 古代

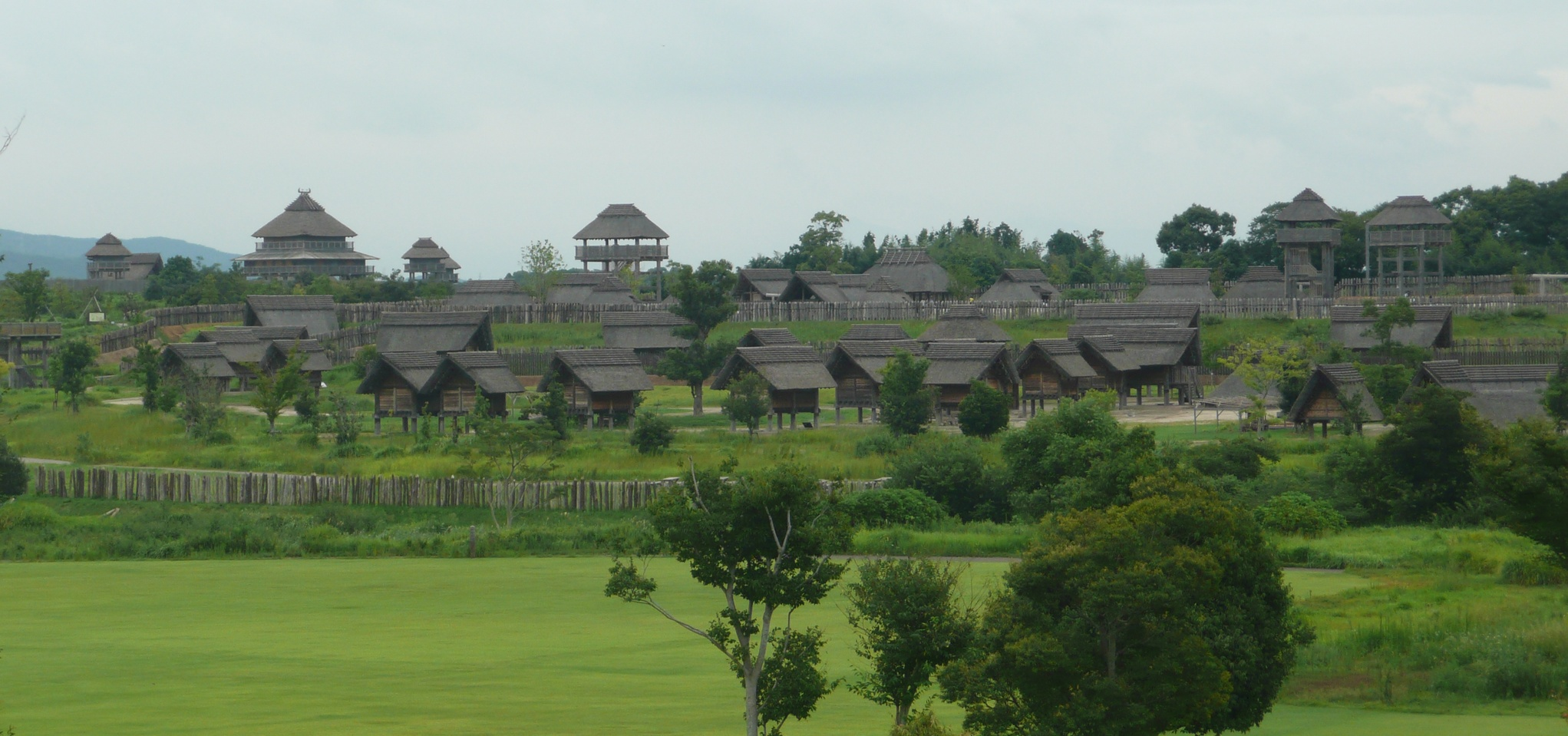
復元された吉野ヶ里遺跡の環濠集落

旧石器時代の遺構がいくつか発見されている。多久市の三年山遺跡や茶園原遺跡などでは、近くの鬼ノ鼻山産のサヌカイトを用いた狩猟に特化した尖頭型の石器が出土している。伊万里市の腰岳遺跡群は黒曜石の産地で、ここから旧石器時代後期 - 縄文時代に産出された黒曜石が本州 - 沖縄 - 朝鮮半島南部にまで広がっていることが確認されている。また佐賀市の東名遺跡では縄文時代前期にあたる7,000年前の網籠、木製装身具、貝塚などの生活遺構がまとまって出土している。
県北西部の玄界灘に面した地域は、福岡県の北西部と並んで大陸方面から伝来した稲作の日本における発祥地域とされ、宇木汲田遺跡では縄文時代晩期の炭化籾、菜畑遺跡では縄文時代晩期の炭化米や水田跡が見つかっている。
『魏志倭人伝』に見える「末廬国（まつらのくに）」が現在の唐津地方にあったとされ、大陸由来の青銅器や銅器が多数出土する遺跡が点在する。また、吉野ヶ里町・神埼市の丘陵地帯には弥生時代の大規模環濠集落である吉野ヶ里遺跡があり、その近辺にも九州北部に特徴的な甕棺墓が多く見つかっている。
さらには、古墳時代初期の建造の前方後円墳である唐津市の久里双水古墳をはじめ、東松浦地区や佐賀平野北部には幅広い年代の古墳が分布している。665年には基山町と福岡県筑紫野市の境に古代山城の一つである基肄城が築かれ、防人を招集して大宰府防衛線の一角を担った。また同じころ、武雄市のおつぼ山神籠石や帯隈山神籠石などの山城と考えられる遺構も成立している。このころ（7世紀末まで）までには令制国として、今の長崎県本土と佐賀県全域を領域とする肥前国が成立し、現在、佐賀県内には基肄郡、養父郡、三根郡、神埼郡、佐賀郡、小城郡、松浦郡、杵島郡、藤津郡が存在した。
平安時代後期には神埼荘・長島荘などの荘園が形成されるようになる。

### 中世・近世・近代

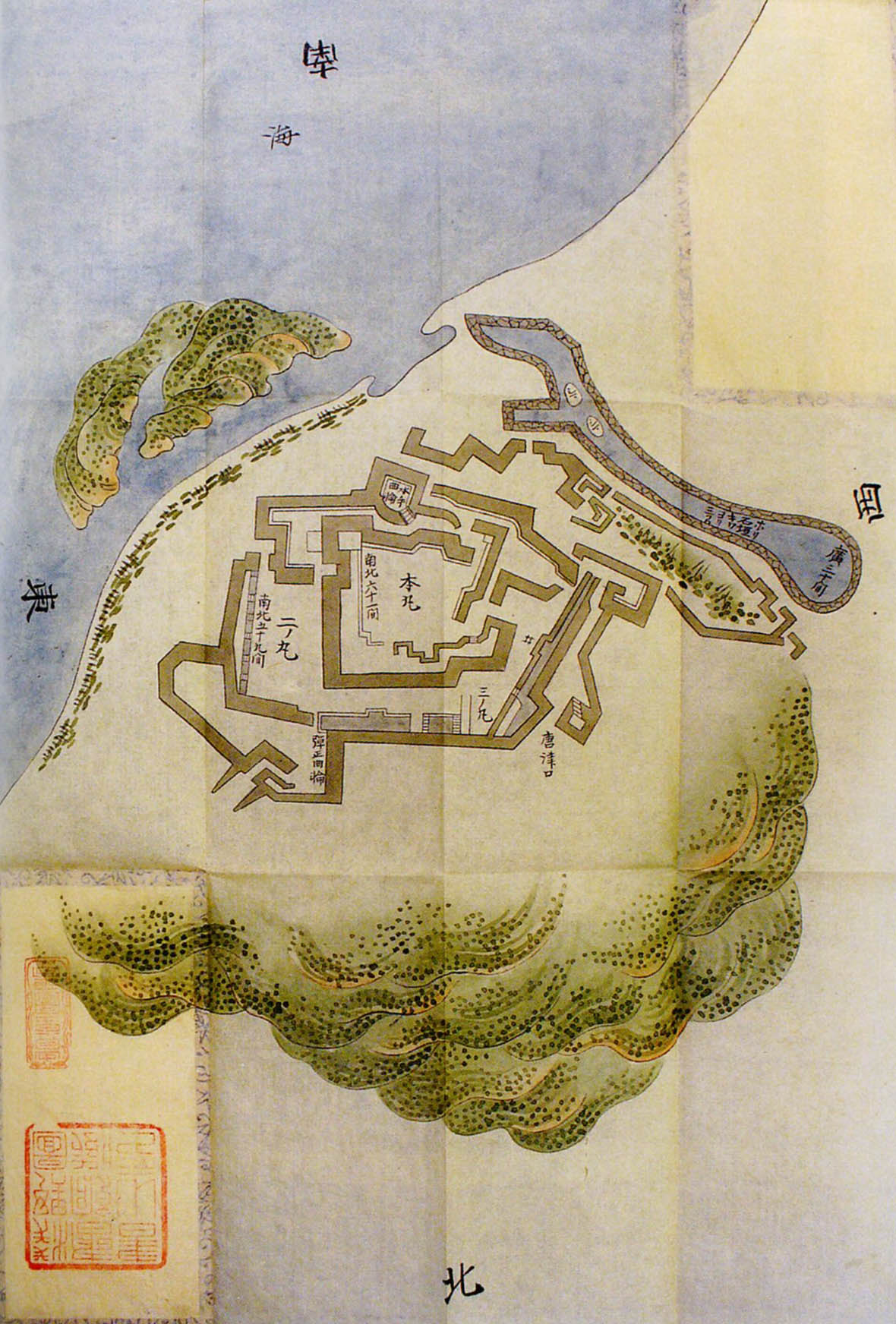
名護屋城の配置図

鎌倉時代から室町時代にかけて、百以上の氏族が地頭として配置されていたと考えられている。その中でも規模が大きかったのが、肥前守護の少弐氏、小城郡の九州千葉氏、佐賀郡の高木氏、杵島郡の後藤氏などであった。また、玄界灘沿岸は松浦党の一族の松浦氏、波多氏の影響力も強かった。この時代の代表的な山城は、鳥栖の勝尾城。また佐賀平野では、環濠集落が発展したに建造された大きな環濠（クリーク）を特徴とする平城があり、代表的遺構として現存するのは、神埼の姉川城がある。
戦国時代に入ると、龍造寺隆信が一気に勢力を伸ばし肥前を統一する。龍造寺隆信は最盛期には、肥後北部・筑後・筑前南部まで領地を広げた。このころ、戦国末期には島津氏の攻勢が強まり、沖田畷の戦いによって龍造寺隆信が戦死すると、その勢いを失い領地を少しずつ狭めていく。ただ、豊臣政権による1587年（天正15年）の九州国分によって、現在の佐賀県内のほとんどが龍造寺氏の領下に入り版図が決まる。
1591年（天正19年）には東松浦半島に名護屋城が築かれ、文禄・慶長の役の拠点とされた。同城は両戦役の後役目を終え、一部が唐津城築城時に利用されるなどして数年で解体された。一方龍造寺領内では隆信の没後、義弟の鍋島直茂が国政の代行を行うようになって徐々に勢力を増し1607年（慶長12年）には、龍造寺氏の支配領をほぼすべて鍋島氏が継承して佐賀藩主となった。この前後に両一族の確執があり、鍋島藩の化け猫騒動の話を生み出したともいわれている。
一方、唐津藩では波多氏が改易されて寺沢氏に換わり、唐津藩の初代藩主となった。

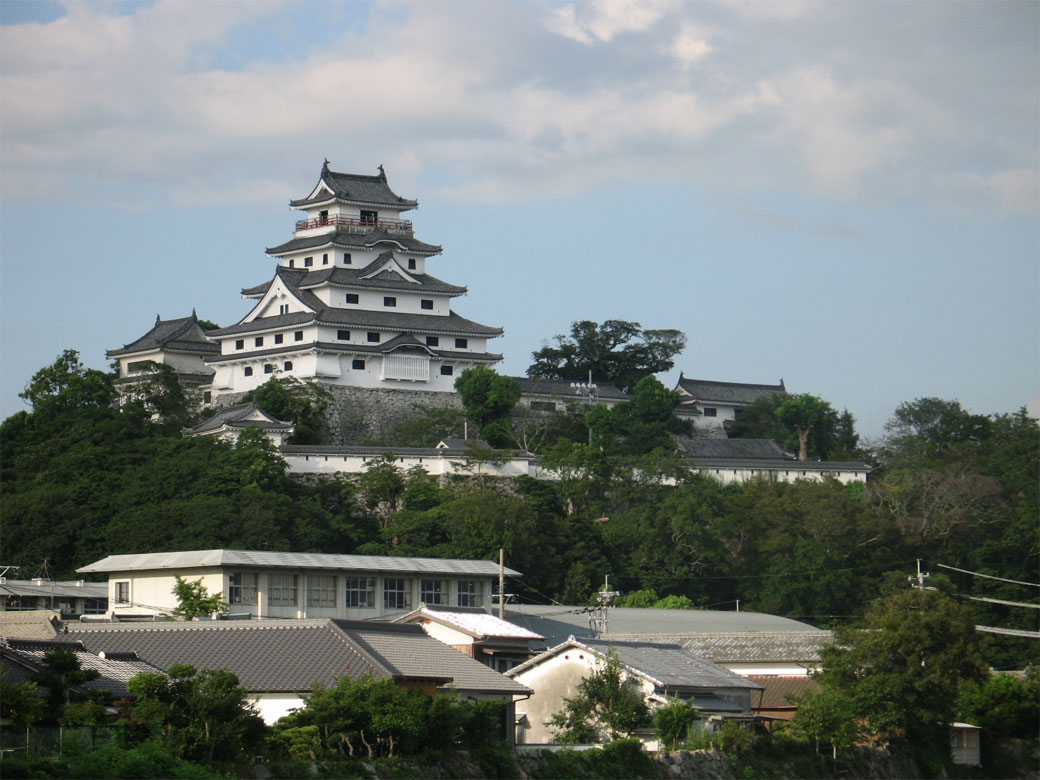
唐津城

江戸時代には、佐賀藩、その支藩である蓮池藩、鹿島藩、小城藩の3藩、および、唐津藩が置かれていた。そのほか、現在の鳥栖市・基山町付近に対馬府中藩の田代領、唐津市浜玉町付近に同藩浜崎領があり、それぞれ対馬府中藩の飛地となっていた。また、現在の唐津市浜玉町海岸部や唐津市南東部などが幕府直轄領となっていた。
佐賀藩およびその支藩は鍋島氏とその庶流家、龍造寺氏の分家などによる支配が続き、政治的には比較的安定していた。しかし、長崎の警備費用がかさむなどして財政は当初から厳しく、享保の大飢饉や1828年（文政11年）のシーボルト台風による甚大な被害はそれに拍車を掛けた。ただ、広大な有明海の干拓によって農地を拡大できるという地の利を生かして江戸時代初期から盛んに干拓を行ったことで、1840年代には約67万石と、200年前の2倍近くにまで石高を伸ばすことに成功している。また、19世紀中ごろに入って鍋島直正は財政の建て直しに努め、役人の削減、伊万里焼や茶・石炭といった特産品の保護育成に努めた。また、地理的に長崎に近いことや長崎警備を担当していた関係などから海外の情報の入手が比較的容易であったため、反射炉や蒸気機関車模型といった先進的な科学技術の実験・研究も進んでいた。
一方の唐津藩は寺沢氏が島原の乱の影響を受けて改易され、その後も領主が大久保氏、大給松平氏、土井氏、水野氏、小笠原氏と目まぐるしく変わり、政治はあまり安定していなかった。寺沢広高は松浦川の改修を行うなどしたが、その後水野忠任の代の1771年（明和8年）には虹の松原一揆が起こるなどした。
佐賀藩は戊辰戦争以降、明治維新に尽力する人物を多く輩出した。明治維新期に活躍した大隈重信・副島種臣・大木喬任・江藤新平・佐野常民・島義勇の6人に、彼らを育てつつ幕末期に活躍した鍋島直正を加えて『佐賀の七賢人』と称することがある。幕末時に薩長土の志士たちが中心であった明治新政府は、戊辰戦争半ばから肥前有志を仲間入りさせ「薩長土肥」体制としたため肥前出身者も明治政府の主要官職を占め続けていたが、藩閥打倒を叫ぶ民権派の影響などもあり大正以降は薩長土同様に藩閥的な勢力ではなくなった。
1871年の大規模府県統合時、旧肥前国の範囲は伊万里県（のちの佐賀県）と長崎県に二分された。このような処分は全国でも2例だけで、他は旧武蔵国（埼玉県・東京都・神奈川県北東部）や旧摂津国（大阪府北西部・兵庫県南東部）である。これには、日米修好通商条約で開港の対象となった5港を管轄する県の領域をできるだけ狭く収める目的があったとされている。現在の佐賀県が成立するまで、明治初期には統廃合が繰り返され、1876年（明治9年）には全県が他県に併合される事態も起きた。全県併合の背景には、1874年の佐賀の乱への処分の意味があったと言われている。併合後の根強い復県運動によって、7年後の1883年（明治16年）に佐賀県が復活する。
佐賀県成立までの沿革
- 1871年（明治4年）
  - 旧7月14日 - 廃藩置県により当時の藩がそのまま県となり、佐賀県（第1次）・蓮池県・小城県・鹿島県・唐津県・厳原県となる
  - 旧9月4日 - 厳原県が佐賀県（第1次）と合併し、伊万里県成立（県庁は松浦郡伊万里町）
  - 旧11月14日 - 蓮池県・小城県・鹿島県・唐津県が伊万里県に合併する
- 1872年（明治5年）
  - 1月 - 伊万里県のうち、旧佐賀藩の諫早・神代・伊古・西郷・深堀の各地方が長崎県に編入
  - 旧5月29日 - 伊万里県が佐賀県（第2次）に改称（県庁が佐賀郡佐賀に移転）
  - 旧8月19日 - 伊万里県のうち対馬（旧厳原県）が長崎県に編入
- 1876年（明治9年）
  - 4月18日 - 三潴県に合併
  - 5月24日 - 三潴県の杵島郡・松浦郡の区域が長崎県に編入
  - 6月21日 - 三潴県の藤津郡の区域が長崎県に編入
  - 8月21日 - 三潴県が廃止され、佐賀郡・小城郡・神埼郡・基肄郡・養父郡・三根郡が長崎県に合併
- 1883年（明治16年） 5月9日 - 長崎県の10郡（佐賀郡・小城郡・神埼郡・基肄郡・養父郡・三根郡・杵島郡・藤津郡・東松浦郡・西松浦郡）が分離独立し、現在の佐賀県（第3次）が成立（明治16年太政官布告第15号により、富山県および宮崎県と同日に分県が成立した）

明治時代には殖産興業の一環として杵島や唐津一帯の炭鉱では機械の導入による増産が進められ、鉄道の建設がそれを後押しした。1889年（明治22年）12月11日に現在の鹿児島本線にあたり県内区間を含む博多 - 千歳川（現在は廃止）間が開業。1891年（明治24年）8月20日には鳥栖 - 佐賀間、1895年（明治28年）5月5日には武雄まで、1897年（明治30年）7月10日に長崎県佐世保市早岐までそれぞれ延伸して現在の長崎本線・佐世保線に当たるルートができた。また1898年（明治31年）8月7日に伊万里鉄道によって有田 - 伊万里間に当たるルートが開業、1898年12月1日から1903年（明治36年）12月14日にかけて順次現在の唐津線に当たるルートが開業した。1916年（大正15年）には佐賀市に佐賀紡績（後の大和紡績佐賀工場）が設立、1920年には従業員1,500の工場へと拡大するなど、近代化により製造業が発展した。一方では、各地で労働環境の問題なども生じるようになった。
農村では近代化は顕著ではなかったが、1922年の電気灌漑導入をきっかけとして品種改良や肥料導入が急速に普及したことで米は大幅な増産となり、1933年（昭和8年） - 1935年（昭和10年）には1反（10a）当たり収量日本一を記録、「佐賀段階」と呼ばれ、主産業であった農業の発展とともに人口も増加した。

### 現代
県内の都市は工業集積が進んでおらず、アメリカ軍の攻撃の優先順位が低かった上に太平洋戦争末期の空襲の被害は、県内最大の攻撃目標である県都佐賀市への誤爆も重なり近県に比べて少なかったが、戦災を免れた故に都市基盤が旧態依然で戦後の発展も著しいものではなかった。商業の発展があったものの、従事者や生産額ともに依然として第一次産業の比率が比較的高い農業県であった。このころ災害復旧費などの財政支出増加から県財政が悪化し1956年度から財政再建団体に転落、財政再建策としての大規模な教職員削減を背景に佐教組事件が発生するなどしている。1960年代には、治水・灌漑の進展と集落協働による農法改善を原動力とした「新佐賀段階」が起こり、1967年に10a当り収量542kg（全国平均403kg）を記録するなど農業は発展を見たのである。
だが、1960年代後半より減反が進んだことで米中心の農業は打撃を受け、加えて炭鉱の閉鎖が加速し多久・杵島・東松浦などの旧炭鉱地域を中心として、高度経済成長期に急速な過疎化が進んだ。これに対して1970年代以降、農業は米だけではない野菜や果実などへの多品目化に移行し、また佐賀平野では二毛作による麦の生産が浸透して農業の維持を図った。工業では高速道路の整備以降は高速周辺での工場誘致が各地で起こった。これによって、鳥栖市を中心とした県北東部では集積した製造業が基幹産業へと成長した。1990年代からは半導体や自動車部品産業が割合を高めている。

### 沿革

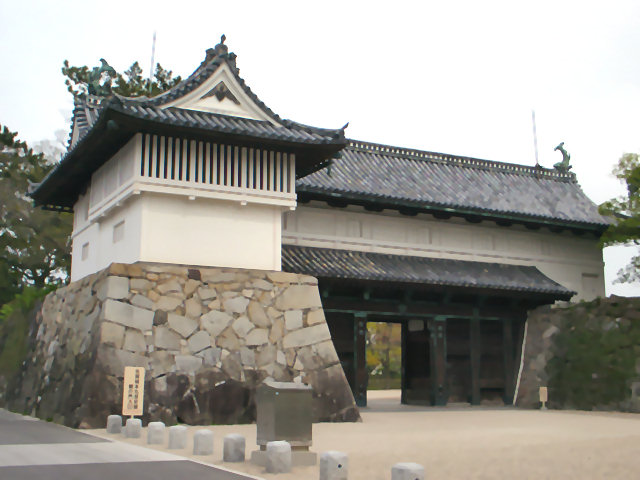
佐賀城（鯱の門）。1602年築城、1874年佐賀の乱の際に戦闘が行われ建物の大半が失われた。

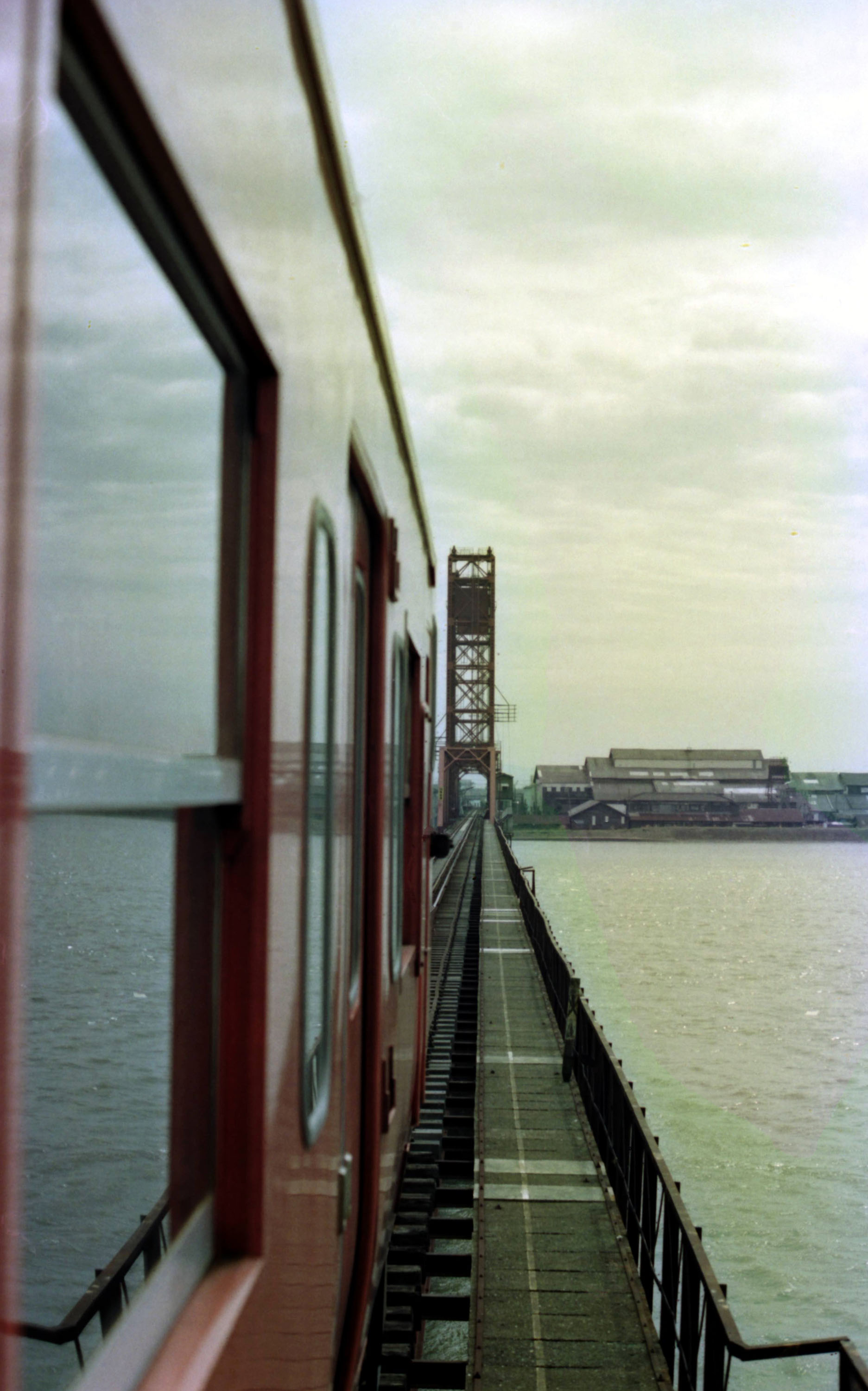
佐賀線のディーゼルカーと筑後川橋梁（筑後川昇開橋）

- 紀元前3万3,000年ごろ（更新世） 犬塚山遺跡成立
- 紀元前6世紀ごろ（縄文時代晩期） 菜畑遺跡成立
- 紀元前1世紀ごろ（弥生時代中期） 現在の吉野ヶ里遺跡にむらが栄える
- 665年 - 白村江の戦いの敗戦により大宰府防衛のため基肄城が築かれる
- 733年（天平5年） - 肥前国風土記が成立
- 836年（承和3年） - 神埼荘が初期荘園として開墾、以後拡大し日宋貿易の拠点にもなったと見られている
- 1274年（文永11年） - 文永の役
- 1281年（弘安4年） - 弘安の役
- 1530年（享禄3年）- 田手畷の戦いで少弐氏が大内氏と戦う。少弐氏家臣の龍造寺家兼、鍋島清久らが活躍した
- 1570年（元亀元年）- 今山の戦いで龍造寺隆信が大友宗麟と戦う
- 1584年（天正12年）- 沖田畷の戦いで、龍造寺隆信が有馬氏・島津氏の連合軍に敗れて、隆信は討死した
- 1591年（天正19年） - 名護屋城普請、以降文禄・慶長の役を経て1598年（慶長3年）に廃城
- 1602年（慶長7年） - 唐津城、佐賀城築城
- 1607年（慶長12年） - 佐賀藩の実権が龍造寺氏から鍋島氏に移る
- 1732年（享保17年） - 享保の大飢饉。冷害とそれに伴う蝗害により穀物に大被害。餓死者は8万人で、当時の藩人口の2割に及んだと伝えられる[6]。
- 1771年（明和8年） - 虹の松原一揆
- 1781年（天明元年） - 佐賀藩校弘道館成立
- 1828年（文政11年） - シーボルト台風により甚大な被害、有明海で高潮が発生するなど佐賀藩だけで死者1万人以上と推定
- 1871年（明治4年）
  - 旧7月14日 - 廃藩置県。現在の県域には6県が成立し、以後統廃合を繰り返す。
- 1874年（明治7年） - 佐賀の乱
- 1876年（明治9年）4月18日 - 佐賀の乱への懲罰として、佐賀県を三潴県へ編入（8月21日に長崎県へ編入）
- 1883年（明治16年）
  - 5月9日 - 現在の県域と一致する、最終的な佐賀県が成立（佐賀県復県）
- 1889年（明治22年）
  - 4月1日 - 佐賀市に市制施行
- 1891年（明治24年） - 九州鉄道長崎線、鳥栖-佐賀間開通。1895年（明治28年）佐賀 - 武雄間、1897年（明治30年）武雄 - 早岐間、1903年（明治36年）佐賀 - 西唐津間開通。
- 1932年（昭和7年）
  - 1月1日 - 唐津市に市制施行
- 1933年（昭和8年）・1934年（昭和9年）・1935年（昭和10年） - 10aあたりの米収穫高が日本一になる（佐賀段階）
- 1935年（昭和10年） - 鹿児島本線の瀬高駅と結ぶ国鉄佐賀線開通。
- 1945年（昭和20年）
  - 3月25日 - 玄海町外津浦に第118震洋特別攻撃隊が編成。県内唯一の特攻基地。
  - 8月5日 - 佐賀空襲。死者61名。
  - 8月11日 - 鳥栖空襲。死者110名。
- 1948年（昭和23年）9月10日 - 県内に集中豪雨。同じく豪雨に襲われた長崎県と合わせて死者166人、行方不明者67人。数日後にはアイオン台風が県内を襲い、さらに死者数が増加した[7]。
- 1949年（昭和24年） - ジュディス台風通過により、期間降水量が493.9mmに達する。嘉瀬川や祇園川などが氾濫し死者89人、行方不明者6人
- 1953年（昭和28年） - 昭和28年西日本水害発生。筑後川や嘉瀬川などが氾濫し、県内のみで死者59人。8万棟近くが浸水した。
- 1954年（昭和29年） - 昭和の大合併により、鳥栖市、伊万里市、武雄市、鹿島市、多久市の5市が誕生（7市8郡18町35村）
- 1965年（昭和40年）・1967年（昭和42年） - 10aあたりの米収穫高が再び日本一になる（新佐賀段階）
- 1969年（昭和44年） - 佐賀市の現在の県総合運動場の場所にて、農業の佐賀大博覧会が開催され90万人来場[8]
- 1972年（昭和47年） - 西杵炭鉱の閉山により県内の炭鉱すべてが閉山
- 1975年（昭和50年） - 玄海原子力発電所の営業運転開始
- 1976年（昭和51年） - 第31回国民体育大会（若楠国体）開催。佐賀県庁、窯業試験場などに昭和天皇が行幸[9]。
- 1980年（昭和55年）
  - 国営有明干拓事業完工により有明海沿岸の干拓が収束
  - 初の熱気球大会（後の佐賀インターナショナルバルーンフェスタ）開催
- 1987年（昭和62年） -  筑後方面とを結ぶ国鉄佐賀線が廃止
- 1989年（平成元年）
  - 吉野ヶ里遺跡が日本最大の環濠集落であることが明らかになる
  - 第34回スナイプ級ヨット世界選手権開催
  - 第9回熱気球世界選手権開催。アジア初開催
- 1990年（平成2年） - 長崎自動車道の県内区間が全通
- 1994年（平成6年）
  - 静岡県浜松市からジャパンフットボールリーグ所属チームPJMフューチャーズ（翌年より鳥栖フューチャーズに改称）が移転
  - 第76回全国高等学校野球選手権大会で、佐賀県立佐賀商業高等学校が優勝
- 1996年（平成8年）
  - JR鳥栖駅操車場跡地にJFL所属の鳥栖フューチャーズのホームスタジアムとして鳥栖スタジアムが完成
  - 有田町・西有田町（両町とも現有田町）で世界・焱の博覧会開催
- 1997年（平成9年）
  - 鳥栖フューチャーズが解散。実質的な後継チームとしてサガン鳥栖発足
  - 第13回熱気球世界選手権開催
- 1998年（平成10年） - 川副町に佐賀空港開港
- 2001年（平成13年） - 国営吉野ヶ里歴史公園開園
- 2004年（平成16年） - 佐賀県立佐賀城本丸歴史館完成
- 2005年（平成17年）
  - 平成の大合併により1市1町が誕生
  - 3月20日に福岡県西方沖地震が発生し、みやき町で県内観測史上最も強い震度6弱を観測
- 2006年（平成18年） - 合併によりさらに2市1町が誕生
- 2007年（平成19年）
  - 全国高校総体（2007青春・佐賀総体）開催
  - 第89回全国高等学校野球選手権大会で、佐賀県立佐賀北高等学校が優勝
- 2009年（平成21年）
  - 玄海原子力発電所で国内初のプルサーマル運転を開始
  - レーザーラジアルヨット世界選手権開催
  - 全国に先駆けて「佐賀県暴力団事務所等の開設の防止に関する条例」を制定（2012年に佐賀県暴力団排除条例に改正）[10]
- 2011年（平成23年）
  - 九州新幹線（鹿児島ルート）県内区間が開通・全線全通し、新鳥栖駅竣工
  - サガン鳥栖がJ2リーグを2位で終了し、翌年のJ1初昇格を決める。
- 2013年（平成25年） - 九州国際重粒子線がん治療センター開設
- 2014年（平成26年） - レーザー4.7級ヨットユース世界選手権2014開催
- 2015年（平成27年） - 420クラスヨット世界選手権2015開催
- 2016年（平成28年） - 佐賀空港の公称を、有明佐賀空港から九州佐賀国際空港に変更
- 2018年（平成30年） - 肥前さが幕末維新博覧会開催
- 2019年（令和元年）
  - 全国高等学校総合文化祭 （2019さが総文）開催
  - 令和元年8月の前線に伴う大雨
- 2022年（令和4年） - 西九州新幹線開通。特急リレーかもめと乗換え式の武雄温泉駅、途中駅の嬉野温泉駅が開業し、博多駅 - 長崎駅間を結ぶ

## 人口
佐賀県の人口は2023年1月現在、約79万9千人で全都道府県中42位であり、九州・沖縄地方では最も人口が少ない。県人口は戦前の60万人台から第一次ベビーブームを経て1954年ごろに977,000人とピークを迎えたが、高度経済成長の進展とともに急速に減少して1973年には82万2,000人と底を打った。その後は緩やかに増加して80万人台の半ばを推移し、1990年代後半以降は減少し続けている。人口減少と少子高齢化が進行しているものの、合計特殊出生率は1.61（2020年）、年少人口（0 - 14歳）比率は13.45%（2020年）といずれも全国平均と比較してかなり高い。これに伴って、今後もその進行速度は非大都市圏の県としては比較的緩やかと予想される。
人口が多いのは佐賀市（約23万人）、唐津市（約13万人）、鳥栖市（約7万人）などであるが、中小規模の都市が多く点在し経済的・人口的に求心力の強い都市が無いという特徴がある。佐賀市が施行時特例市に指定されているが、県内に政令指定都市・中核市は存在しない（同様の例は全国で他に三重県と徳島県のみ）。県面積の3分の1を占める南東部の佐賀平野に県人口の半数である40万人が暮らし、玄界灘沿岸や杵島丘陵の盆地にも人口集積がある。平地に偏っていることを除けば人口分布に大きな偏りはなく、2005年の国勢調査によれば総人口に占めるDID（人口集中地区）人口の比率が28.4%と島根県に次いで47都道府県中2番目に低く、人口が都市に偏らず比較的分散していることが読み取れる。
| |                                        |  |
| 佐賀県と全国の年齢別人口分布（2005年） | 佐賀県の年齢・男女別人口分布（2005年） |  |
| ■紫色 ― 佐賀県 ■緑色 ― 日本全国 | ■青色 ― 男性 ■赤色 ― 女性              |  |
| 佐賀県（に相当する地域）の人口の推移 \| 1970年（昭和45年） \| 838,468人 \| \| \| 1975年（昭和50年） \| 837,674人 \| \| \| 1980年（昭和55年） \| 865,574人 \| \| \| 1985年（昭和60年） \| 880,013人 \| \| \| 1990年（平成2年） \| 877,851人 \| \| \| 1995年（平成7年） \| 884,316人 \| \| \| 2000年（平成12年） \| 876,654人 \| \| \| 2005年（平成17年） \| 866,369人 \| \| \| 2010年（平成22年） \| 849,788人 \| \| \| 2015年（平成27年） \| 832,832人 \| \| \| 2020年（令和2年） \| 811,442人 \| \| |                                        |  |
| 総務省統計局 国勢調査より |                                        |  |
| 1970年（昭和45年） | 838,468人                              |  |
| 1975年（昭和50年） | 837,674人                              |  |
| 1980年（昭和55年） | 865,574人                              |  |
| 1985年（昭和60年） | 880,013人                              |  |
| 1990年（平成2年） | 877,851人                              |  |
| 1995年（平成7年） | 884,316人                              |  |
| 2000年（平成12年） | 876,654人                              |  |
| 2005年（平成17年） | 866,369人                              |  |
| 2010年（平成22年） | 849,788人                              |  |
| 2015年（平成27年） | 832,832人                              |  |
| 2020年（令和2年） | 811,442人                              |  |

### 総人口の推移
| 年                        | 人口             |
| ------------------------- | ---------------- |
| 1920                      | 673,895          |
| 1925                      | 684,831(+1.62%)  |
| 1930                      | 691,565(+0.98%)  |
| 1935                      | 686,117(-0.79%)  |
| 1940                      | 701,517(+2.24%)  |
| 1945                      | 830,431(+18.38%) |
| 1950                      | 945,082(+13.81%) |
| 1955                      | 973,749(+3.03%)  |
| 1960                      | 942,874(-3.17%)  |
| 1965                      | 871,885(-7.53%)  |
| 1970                      | 838,468(-3.83%)  |
| 1975                      | 837,674(-0.09%)  |
| 1980                      | 865,574(+3.33%)  |
| 1985                      | 880,013(+1.67%)  |
| 1990                      | 877,851(-0.25%)  |
| 1995                      | 884,316(+0.74%)  |
| 2000                      | 876,654(-0.87%)  |
| 2005                      | 866,369(-1.17%)  |
| 2010                      | 849,788(-1.91%)  |
| 2015                      | 832,832(-2.00%)  |
| 2020                      | 811,442(-2.57%)  |
| 総務省統計局 国勢調査より |                  |

## 政治

### 県政

#### 県知事
山口祥義（やまぐち よしのり）
2015年（平成27年）1月14日 - （1期目、第58代）
前任の古川康が衆議院議員に転じ辞職したことに伴う2015年1月11日の選挙で初当選。13日までは副知事が職務代理。

#### 県政の課題・主な政策
- 城原川ダム建設問題 - 建設賛成派と反対派の対立が続き、1979年（昭和54年）の計画策定から30年以上経過した現在まで着工に至っていない。
- 諫早湾干拓事業の漁業影響を巡る問題 - 干拓事業に伴う「潮受け堤防」閉め切りが有明海産の魚介類や養殖ノリの不漁の原因であるとして漁業者らが堤防開門を求める訴訟を起こし、佐賀地裁（2008年）・福岡高裁（2010年）で開門を命じる判決、菅総理（当時）による国としての上告断念（2010年12月）により、2013年12月までに「5年間の開門」を行うこととなっている[13]。しかし、干拓地の営農者や干拓地周辺住民による開門差し止め訴訟（2011年4月-）が提起されて対立構図が広がりつつあるほか、ほぼ同じ内容の別訴訟では長崎地裁（2011年6月）で開門を認めない判決が出るなど、混迷を極めている[14]。
- 佐賀空港問題 - 1998年の開港以来続く赤字は累計30億円（2011年時点）に達しており、経営改善への取り組みが課題となっている[15]。
- 九州新幹線 (西九州ルート)問題 - 九州新幹線西九州ルートの武雄温泉 - 諫早間の建設をめぐり、JRより経営分離される並行在来線と指定された長崎本線沿線の鹿島市・江北町が反対していたため、着工できない状態が続いていた。2007年（平成19年）12月に並行在来線は経営分離をしないといういわゆる「三者合意」により2市町の反対の意思をいわば「無視」する形で着工が決まった。2008年4月着工、2018年に区間完成予定。『県民だより』の建設推進ありきの広報活動に対する批判も起きた。また、県も建設に疑問を持つ県民が多いことを認めており、今後理解を求める活動を行う、としている。2012年には諫早 - 長崎間の着工認可が下り、残る新鳥栖 - 武雄温泉間は狭軌としフリーゲージトレインを用いることとされているが、車両開発の難航、標準軌（フル規格）への格上げの可能性などが課題となっている。
- ネットモニタリング - 2006年11月の報道により、危機管理・広報課が「佐賀」や「古川康」などのワードを含む書き込みについてチェックを行い、内容によってお礼や説明などの対応をとっていることが明らかになった。一部からは「ネット監視」との批判もあった[16]。
- 玄海原子力発電所プルサーマル問題 - 九州電力による導入発表後反対運動が展開されたが、地元と県の了解により2009年（平成21年）12月から3号機で日本初のプルサーマル営業運転を開始した。が、依然として安全性などへの不安を理由とした反発の声が上がっている。
- 玄海原子力発電所再稼働問題 - 2011年（平成23年）福島第一原子力発電所事故に伴う安全性不安により、定期検査後3月 - 4月に営業運転再開する予定だった2号機・3号機の運転が中止された[17]。再開に際しての地元同意を形成する段階で九州電力やらせメール事件が発生し、関与が取り沙汰されている古川知事の責任問題も浮上したことから、議論が停滞している。
- サガハイマット - 国内4か所目の重粒子線がん治療施設として建設。1割弱が県、残りは民間という出資形態は国内初であり、利用の推移や資金運用が注目されている[18]。

### 国政
衆議院の小選挙区は第47回衆議院議員総選挙から1つ減らされ県全体で2に減らされた。参議院では、全県で1区を構成する。
- 衆議院
  - 佐賀県第1区：原口一博（立憲）
  - 佐賀県第2区：大串博志（立憲）
  - 比例代表：今村雅弘（自民）[19]
  - 比例代表：岩田和親（自民）
  - 比例代表：古川康（自民）
- 参議院
  - 佐賀県選挙区：福岡資麿（自民、2016年（平成28年）改選）、山下雄平（自民、2019年（平成31年）改選）

## 経済・産業
| 産業別就業者数 2010年 | 産業別就業者数 2010年 | 産業別就業者数 2010年 | 産業別就業者数 2010年 | 産業別就業者数 2010年 |
| --------------------- | --------------------- | --------------------- | --------------------- | --------------------- |
|                       |                       |                       |                       |                       |
| 第一次産業            | 第一次産業            |                       | 37,838(9.3%)          | 37,838(9.3%)          |
| 第二次産業            | 第二次産業            |                       | 96,188(23.5%)         | 96,188(23.5%)         |
| 第三次産業            | 第三次産業            |                       | 262,820(64.2%)        | 262,820(64.2%)        |
| 分類不能              | 分類不能              |                       | 12,431(3.0%)          | 12,431(3.0%)          |

| 産業別就業者数の比較 | 産業別就業者数の比較 | 産業別就業者数の比較 | 産業別就業者数の比較 | 産業別就業者数の比較 |
| -------------------- | -------------------- | -------------------- | -------------------- | -------------------- |
|                      |                      |                      |                      |                      |
| 第一次産業           | 佐賀県               |                      | 50.0%                |                      |
| 第一次産業           | 日本全体             |                      | 41.1%                |                      |
| 第二次産業           | 佐賀県               |                      | 17.9%                | 1955年               |
| 第二次産業           | 日本全体             |                      | 23.4%                | 1955年               |
| 第三次産業           | 佐賀県               |                      | 32.1%                |                      |
| 第三次産業           | 日本全体             |                      | 35.5%                |                      |
| 第一次産業           | 佐賀県               |                      | 9.3%                 |                      |
| 第一次産業           | 日本全体             |                      | 4.0%                 |                      |
| 第二次産業           | 佐賀県               |                      | 23.5%                | 2010年               |
| 第二次産業           | 日本全体             |                      | 24.8%                | 2010年               |
| 第三次産業           | 佐賀県               |                      | 64.2%                |                      |
| 第三次産業           | 日本全体             |                      | 70.2%                |                      |

| 都道府県別国内シェアの高い農産物 2010年 | 都道府県別国内シェアの高い農産物 2010年 | 都道府県別国内シェアの高い農産物 2010年 | 都道府県別国内シェアの高い農産物 2010年 | 都道府県別国内シェアの高い農産物 2010年 |
| --------------------------------------- | --------------------------------------- | --------------------------------------- | --------------------------------------- | --------------------------------------- |
|                                         |                                         |                                         |                                         |                                         |
| 二条大麦                                | 二条大麦                                |                                         | 25.6%(2位)                              | 25.6%(2位)                              |
| 大豆                                    | 大豆                                    |                                         | 8.1%(2位)                               | 8.1%(2位)                               |
| タマネギ                                | タマネギ                                |                                         | 13.8%(2位)                              | 13.8%(2位)                              |
| レンコン                                | レンコン                                |                                         | 6.7%(3位)                               | 6.7%(3位)                               |
| アスパラガス                            | アスパラガス                            |                                         | 10.4%(3位)                              | 10.4%(3位)                              |

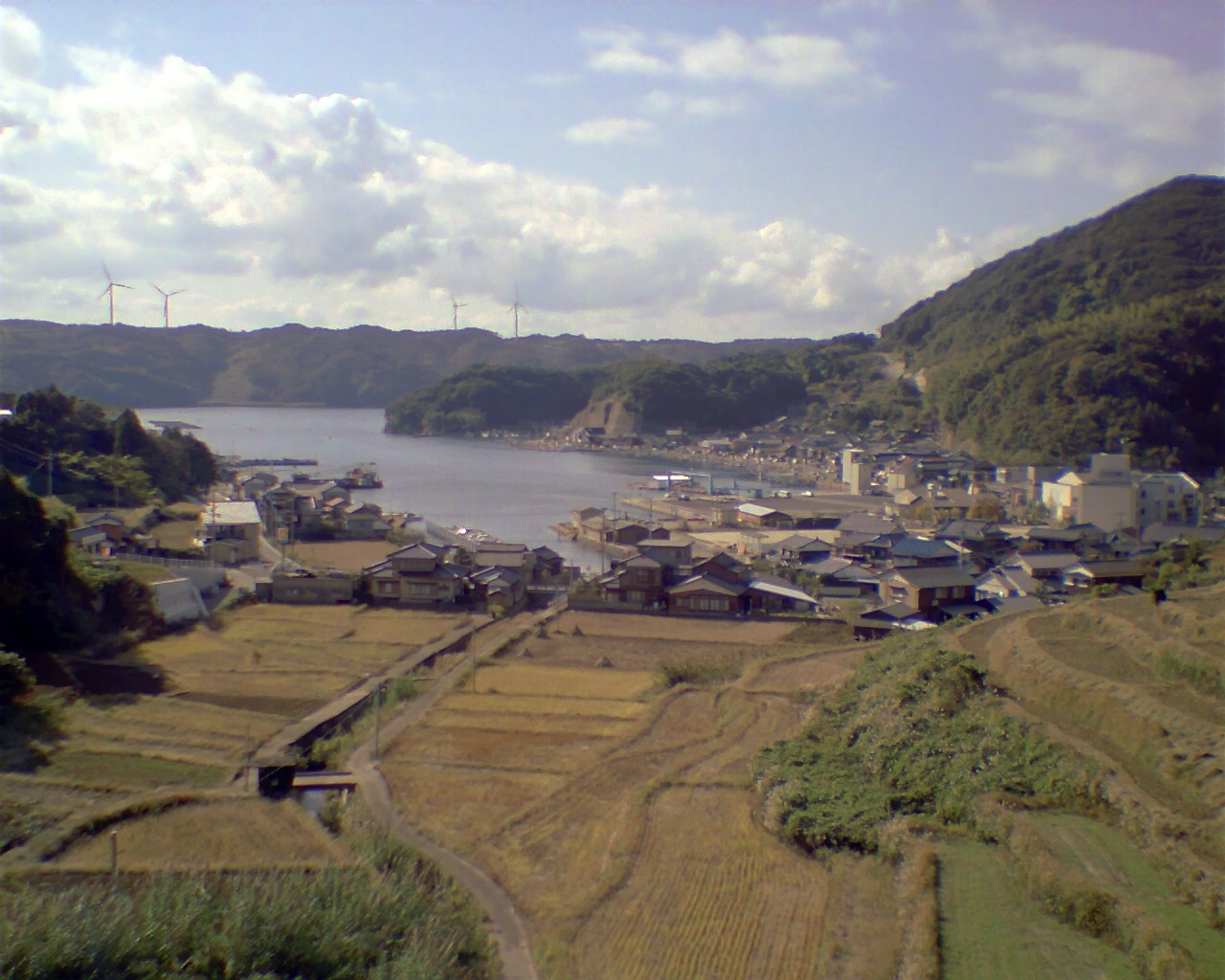
玄界灘沿岸の漁村

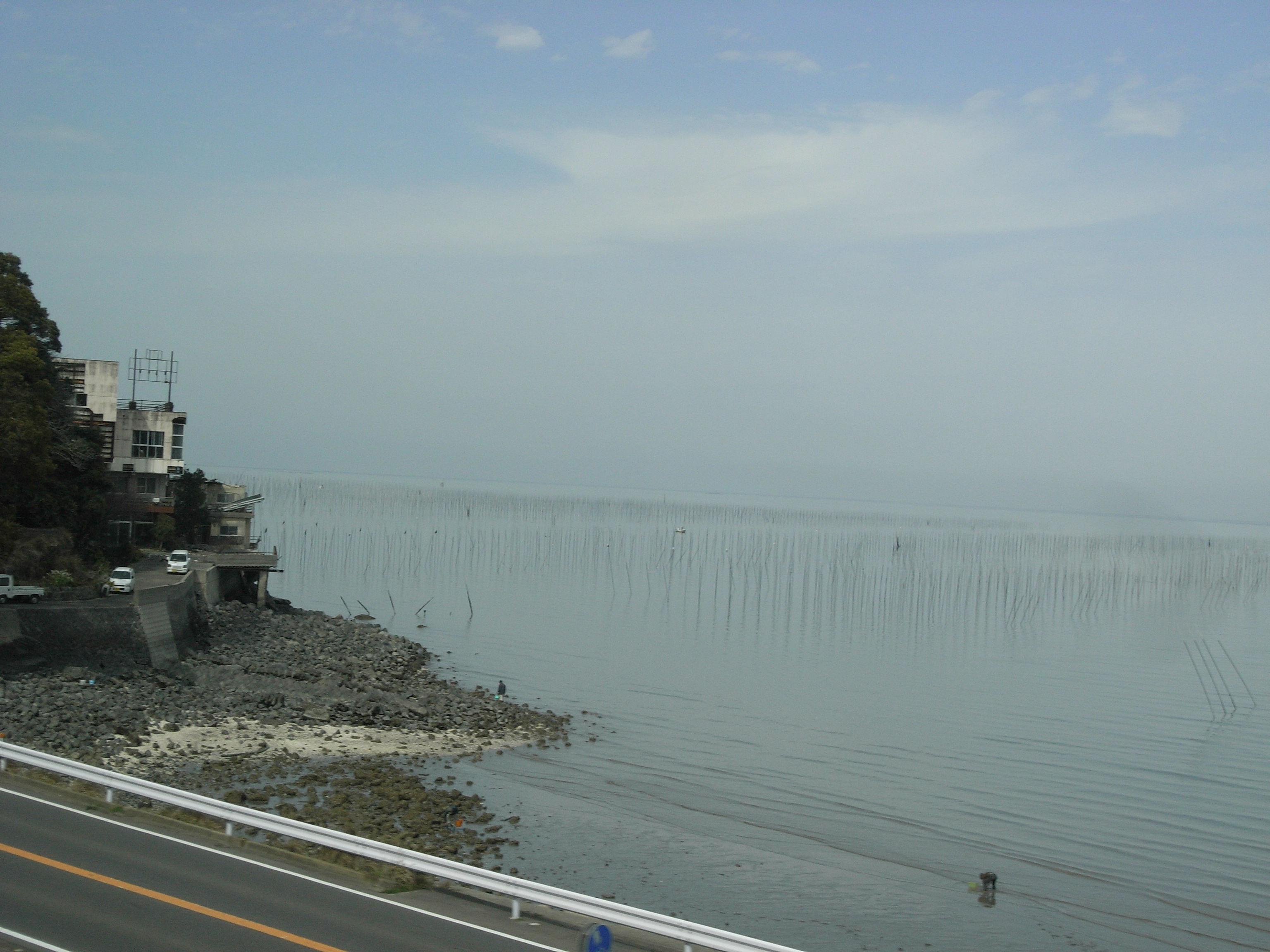
太良町沿岸の海苔養殖網の支柱群

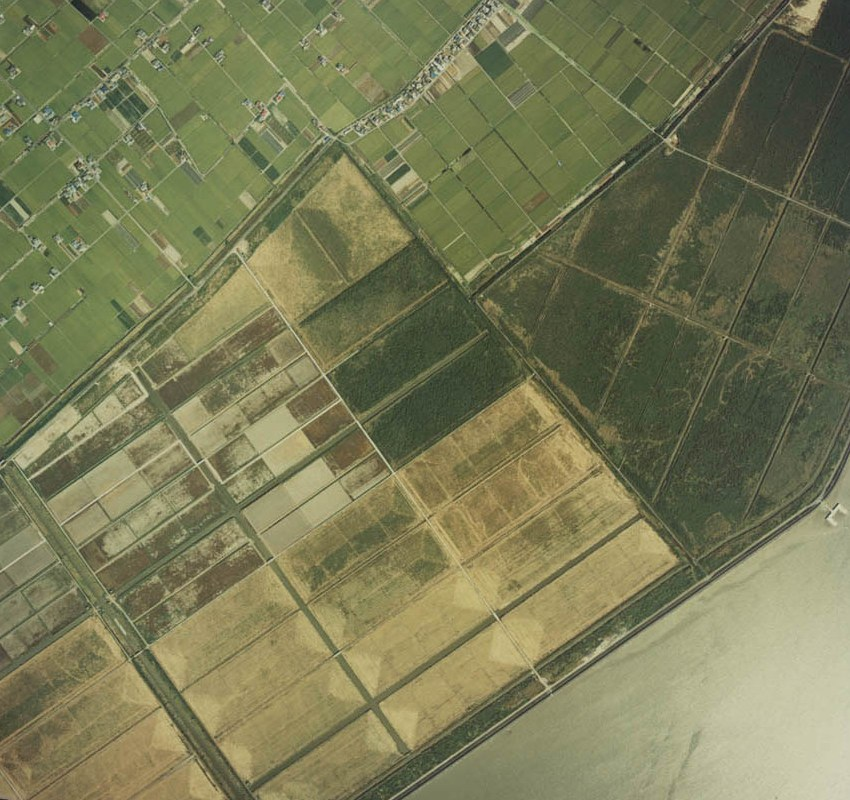
干拓地では農業が盛んである。白石町にて、

2007年度（平成19年度）の県内総生産は、3兆115億円である。47都道府県では第43位であり、世界で85位前後の「国」に相当する経済規模を有している。
産業別就業者数では、他の都道府県に比べて第一次産業の割合が多いことから佐賀県は農業県と言われることも多い。

### 第一次産業
佐賀平野を中心に穀類を中心とした農業が、入り江の多い玄界灘に面する北西部では果樹農業や畜産、沿岸漁業が盛んである。有明海に面した県南地域では海苔の養殖が盛んである。

#### 農業
佐賀県は、県の面積に対する耕地の割合（耕地率）が24%、後述する二毛作の影響で耕地面積に対する作付面積の割合（耕地利用率）が133%（1986年（昭和61年）から20年以上連続で全国1位）と、ともに日本全国の中でも高く、農業が盛んな県である。
主要農産物の米は古くより、特に力が入れられている。1930年代には、耕地整理と電気による機械灌漑の導入によって1反当たりの収量（反収）が日本一となり、その原動力となった効率的な農業手法の改良は「佐賀段階」と呼ばれた。1953年（昭和28年）の大水害などを受けて治水と平行して利水が展開されたことで1950年代に大規模灌漑施設が整備され、さらに佐賀平野で古くから根付いていた集落共同を生かして農法の改良や統一を行ったことで、1960年代にも反収日本一となった。1970年代ごろまで米が県の農業生産額の半分以上を占めていたが、減反の流れなどから米を取り巻く環境は一変した。県などによる大規模な耕地整理により効率化が図られたものの、転作と多品目化が進み、2000年代には25%程度に減少した。一方で、野菜・果実・畜産物の占める割合は約6割に上昇した。また、米の生産額の割合は減っているが、依然佐賀県の耕地の4分の3は水田であり、米作りは盛んである。品種別ではさがびより、夢しずくの作付け面積が多い（2023年時点）。
佐賀平野は、米だけではなく大豆や大麦など農産品に占める穀類の比率が高い穀倉地帯である。佐賀平野では、夏の表作として稲を栽培する一方、温暖なため冬でも早い生育が見込め、冬の適度な乾燥があることから、冬の裏作として小麦や大麦を栽培する二毛作を行っている。ビールや焼酎の原料などになる二条大麦の年間収穫量は34,000トン（2006年（平成18年））で全国最多。
近郊や西日本を中心とした大都市向けの野菜類の生産も多い。野菜では、タマネギ、レンコン、アスパラガスの生産が多い。塩害に強いため干拓地で多く栽培されるたまねぎの年間収穫量は162,400トン（2006年（平成18年））で全国2位。脊振山地（筑紫山地）では、標高が高いため降水量が多く冷涼な気候を生かして小規模ながら高原野菜の栽培も行われている。
果実ではイチゴ（主要品種は、さがほのか、とよのかなど）、ミカン、ナシなどの生産が多い。ミカンの収穫量は年々減少傾向にあるが、温室栽培で出荷期間が長いハウスみかんの年間収穫量は多い。
畜産では、九州の他県と同じように、鶏、肉牛、豚の飼育頭数は多い。肉牛に関しては、伊万里市を中心に生産される『佐賀牛（伊万里牛）』ブランドが近年広くPRされている。
嬉野市など県内各地で茶の生産も多い。嬉野茶ブランドで販売されている。
国内の農産物消費の頭打ちなどを考慮し、米や果実、牛肉などを「佐賀ブランド」で輸出する試みも行われている。

#### 漁業
北西部の玄界灘（日本海）と南部の有明海とで、特徴が大きく異なる。
有明海では海苔の生産が特に多く、貝類の漁獲量も多い。板のりの生産も多く、特に贈答品として特化しており最高級品を『佐賀海苔 有明海一番』として販売している。ガザミという有明海でよく獲れるカニのうち太良町近海で獲れるものは『竹崎カニ』と呼ばれている。また、筑後川の下流域では初夏にエツ漁が行われ、本県南東部は福岡県筑後地方と並ぶ産地として知られる。
近年有明海は多くの海産物で収獲量変動が激しくなっており、就業者の減少も加わり、水産業の衰退が深刻化している。また1990年代以降、海苔の不作や魚介類の不漁が増加しており、諫早湾干拓事業の影響が指摘されていることから漁業者が反対運動を起こしている。
玄界灘では、アジ、サバなどの魚類やイカ、タコ、エビなどの漁獲量が多く、以上でこの海域の漁獲量の9割以上を占めている。呼子漁港、仮屋漁港、唐津港などで水揚げ量が多い。

### 第二次産業

#### 鉱業
県内では明治時代から本格的な石炭の採掘が始まった。杵島炭鉱や古賀山炭鉱、唐津炭田の諸炭鉱など、炭鉱は県中部や北西部に集中しており、最盛期には賑わいを見せた。しかし1950年代以降、埋蔵量・採掘量の減少やエネルギー政策の転換により規模は縮小し、1970年代までにすべての炭鉱は閉山した。
有田町の泉山では磁器の原料として、李参平が発見した陶石の採掘が行われていた。だが、明治中期から使用が始まった天草産の陶石に押され需要が低迷したため1992年（平成4年）で採掘は終了し、現在は一部で在庫が使用されているのみになっている。

#### 製造業
佐賀県では日本全体の傾向と同様に重化学工業の比率も高いが、特に食品の出荷額が多い。また、窯業の出荷額が占める割合が大きい（下の項目参照）。
地域的には九州の交通の要衝である鳥栖市や、県庁所在地の佐賀市周辺で工業が盛ん。鳥栖市・基山町などには、特に多くの企業の工場が進出している。伊万里湾では、造船・半導体を軸として水産加工・食品・木材などの工場が並ぶ臨海工業地域が形成されている。
自動車部品、機械、半導体部品などの製造は比較的盛んであり、シリコンウェハーについては大規模工場が立地する関係で年間生産額が全国最多の1,320億円（2010年（平成22年））となっている。
雇用創出や税収増加、人口流出の抑制を狙って1980年代ごろから工場団地への工場誘致が盛んになった。現在も市町村や県が中心となって工場誘致を行っている。

#### 窯業

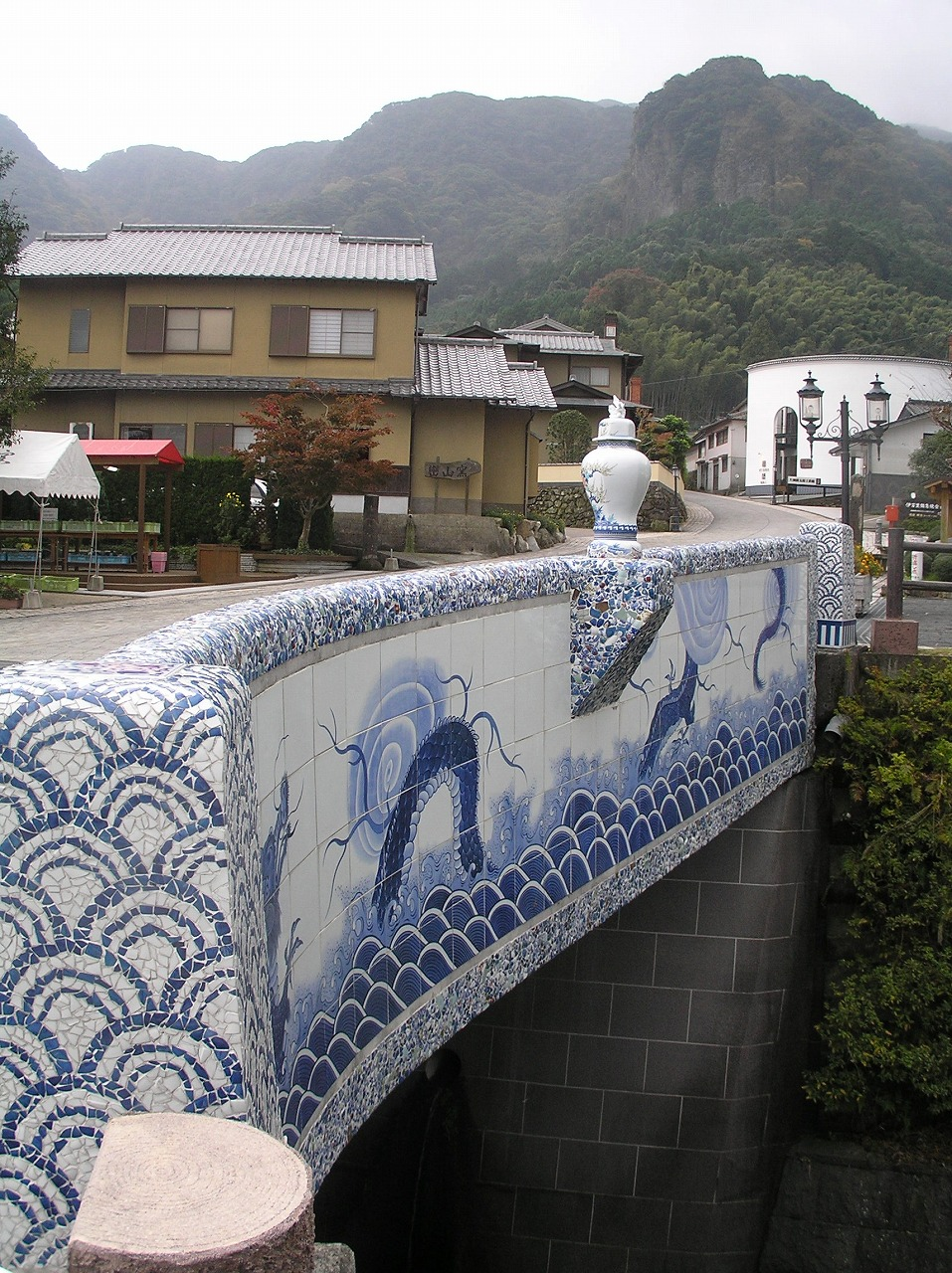
伊万里市大川内山、鍋島焼の窯元の風景。

有田町など県西部では陶磁器関係の産業が特に盛んで、有田焼（伊万里焼）、唐津焼などのブランドも多い。有田では17世紀に朝鮮から渡来した陶工の李参平が泉山で良質な陶石を発見したことで有田焼（近世には伊万里焼と呼ばれた）を創始し、古くは輸出もされたブランド品が生産され、近年は日用品も含めて様々なジャンルの陶磁器が生産されている。有田町は陶磁器の生産量で県の6割を占め、年間出荷額でも200億円-300億円を数える。このほか伊万里市などでも盛んである。

#### その他
江戸時代に長崎街道（別名：シュガーロード）を伝って砂糖が豊富に流通したため製菓業が盛ん。小城市の羊羹、佐賀市の丸ぼうろ、唐津市の松露饅頭など、各地に伝統的な菓子が残っているほか、江崎グリコの創業者の江崎利一、森永製菓の創業者の森永太一郎も共に佐賀県出身であるなど人材も輩出している。
全国でも有数の米どころであることもあり清酒の醸造が盛んで、鎌倉時代には「肥前酒」として幕府に献上していた。製造、消費共に清酒より焼酎が多い傾向が強い九州においては異色となっている。

### 第三次産業
佐賀県の商業は、人口規模や県民所得からして特に盛んという訳ではない。2000年代初頭から、郊外型の大規模ショッピングセンターの建設が相次ぐ一方で市街地の商店街の衰退が各地で進んでいる。他方では、交通の便がよく県内よりも大規模な福岡市の商業街へも客は流出しており、この傾向は現在も強い。
サービス業人口は多いが、他県と比べて大きな特徴は見られない。観光業については観光資源に乏しいとされることがあるが、その活用やPRがうまく進んでいないだけとも言われている。2005年（平成17年）からは知事が「ファミリーツーリズム」という考え方を提唱し、親・子・孫の三世代旅行を誘致する施策を展開している。
福岡や長崎といった運輸・貿易の集中地帯の中継地としての役割もあり、鳥栖ジャンクションを中心として高速道路沿いや幹線道路沿いに運輸業や倉庫業の事業所が多い。

### 佐賀県内に本社を置く企業

#### 製造業
| - 久光製薬 - 祐徳薬品工業 - 東亜工機 - 戸上電機製作所 - サンポー食品 - 竹下製菓 | - 村岡屋 - 森永デザート - ヤクルト食品工業 - ヨコオ - 理研農産化工 - 佐賀鉄工所 | - パナソニック デバイス佐賀 - トヨタ紡織九州 - 九州積水工業 - 小糸九州 - 深川製磁 - 香蘭社 |

#### 金融業
- 銀行：佐賀銀行、佐賀共栄銀行
- 信用金庫：佐賀信用金庫、唐津信用金庫、伊万里信用金庫、九州ひぜん信用金庫
- 信用組合：佐賀東信用組合、佐賀西信用組合、佐賀県医師信用組合

#### 卸・小売業
| - ダイレックス - スーパーモリナガ - 佐賀玉屋 - まいづる百貨店 | - ギャザー - 鈴花 - ホームセンターユートク |

#### マスコミ
| - 佐賀新聞 - サガテレビ - NBCラジオ佐賀 | - エフエム佐賀 - 佐賀デジタルネットワーク |

なおサガテレビが県内唯一の地上波民間テレビ放送局であり、同局とNHK（総合・教育及びEテレ）だけしか受信できない一部地域（特に県西部の伊万里市・武雄市・嬉野市など）によっては、ケーブルテレビを使う世帯が圧倒的に多い。

### 県内に拠点事業所を置く企業
- 味の素（佐賀市）
- 伊藤ハム（基山町）
- グリコマニュファクチャリングジャパン（佐賀市）
- 大塚製薬（吉野ヶ里町）
- キユーピー（鳥栖市）
- コカ・コーラボトラーズジャパン（鳥栖市・基山町）
- 王子マテリア（佐賀市）
- 東洋製罐（基山町）
- 大和製罐（上峰町）
- 東洋新薬（鳥栖市）
- 不二家（吉野ヶ里町）
- フランスベッド（鳥栖市）
- SUMCO（伊万里市）
- 東和コーポレーション（唐津市・上峰町）
- ブリヂストン（鳥栖市）
- 伊万里東洋（伊万里市）
- Amazon物流拠点（鳥栖市）
- シーエックスカーゴ流通センター（鳥栖市）

## 生活

### 防衛・治安
| 自衛隊 - 陸上自衛隊西部方面隊 - 目達原駐屯地（吉野ヶ里町） - 鳥栖分屯地（鳥栖市） - 航空自衛隊西部航空方面隊 - 背振山分屯基地（神埼市） 海上保安庁 - 第七管区海上保安本部 - 唐津海上保安部（唐津市） - 伊万里海上保安署（伊万里市） 消防 - 唐津市消防本部 - 唐津市 - 伊万里・有田消防本部 - 伊万里市・有田町 - 杵藤地区広域市町村圏組合消防本部 - 杵藤地区 - 佐賀広域消防局 - 佐賀・小城地区・神埼地区 - 鳥栖・三養基地区消防事務組合消防本部 - 鳥栖・三養基地区 | 警察 - 佐賀県警察 - 交通機動隊（佐賀市） - 高速道路交通警察隊（佐賀市） - 鉄道警察隊（佐賀市） - 機動隊（佐賀市） - 航空隊（佐賀市） - 有明海機動警ら隊（白石町） - 警察学校（佐賀市） - 運転免許試験場（佐賀市） - 運転免許センター（佐賀市） - 警察署:佐賀北、佐賀南、神埼、鳥栖、小城、唐津、伊万里、武雄、白石、鹿島 裁判所 - 佐賀地方裁判所・佐賀家庭裁判所 - 武雄支部 - 唐津支部 - 簡易裁判所 : 佐賀・武雄・唐津・鳥栖・鹿島・伊万里 |

### ライフライン
電力事業者
送配電
九州電力送配電（60Hz）が県内全域に送配電。
発電
- 九州電力玄海原子力発電所:4基、総出力3,478,000kW
- 九州電力天山発電所（純揚水）:出力600,000kW
- 九州電力厳木発電所（水力）:出力5,230kW
- 肥前南風力発電所（風力）:8基、出力18,000kW
- 吉野ヶ里メガソーラー発電所（仮称）（太陽光）:出力12,077kW

上水道
- 佐賀東部水道企業団 - 神埼市、川副町、東与賀町、吉野ヶ里町、基山町、上峰町、みやき町に供給
- 佐賀西部広域水道企業団 - 多久市、武雄市、小城市、嬉野市、大町町、江北町、白石町、久保田町に供給
  - 西佐賀水道企業団 - 小城市南東部、久保田町、白石町東部に供給

佐賀市、鳥栖市、唐津市、伊万里市、玄海町、鹿島市、太良町は各市町の水道局などが供給。
都市ガス
- 佐賀ガス (13A) - 佐賀市に供給
- 唐津ガス(13A) - 唐津市に供給
- 鳥栖ガス(13A) - 鳥栖市に供給
- 伊万里ガス(13A) - 伊万里市に供給

市外局番
- 0942 - 鳥栖市、基山町、みやき町（福岡県久留米MA）
- 0952 - 小城市、神埼市、佐賀市、多久市、吉野ヶ里町、大町町、江北町、白石町（※旧白石町・有明町）、上峰町
- 0954
  - 武雄MA - 嬉野市（※嬉野町）、武雄市
  - 鹿島MA - 嬉野市（※塩田町）、鹿島市、白石町（※旧有明町）、太良町
- 0955
  - 唐津MA - 唐津市、玄海町
  - 伊万里MA - 伊万里市、有田町

市外局番が同一でも、MAが異なる場合市外通話となる。
郵便番号
上2桁は県内全域で84。以降は九州・沖縄地方の郵便番号#地域番号84（佐賀県）参照。

## 交通

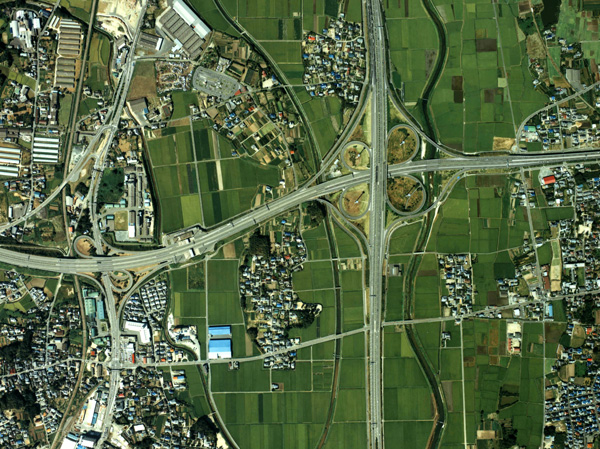
鳥栖ジャンクション

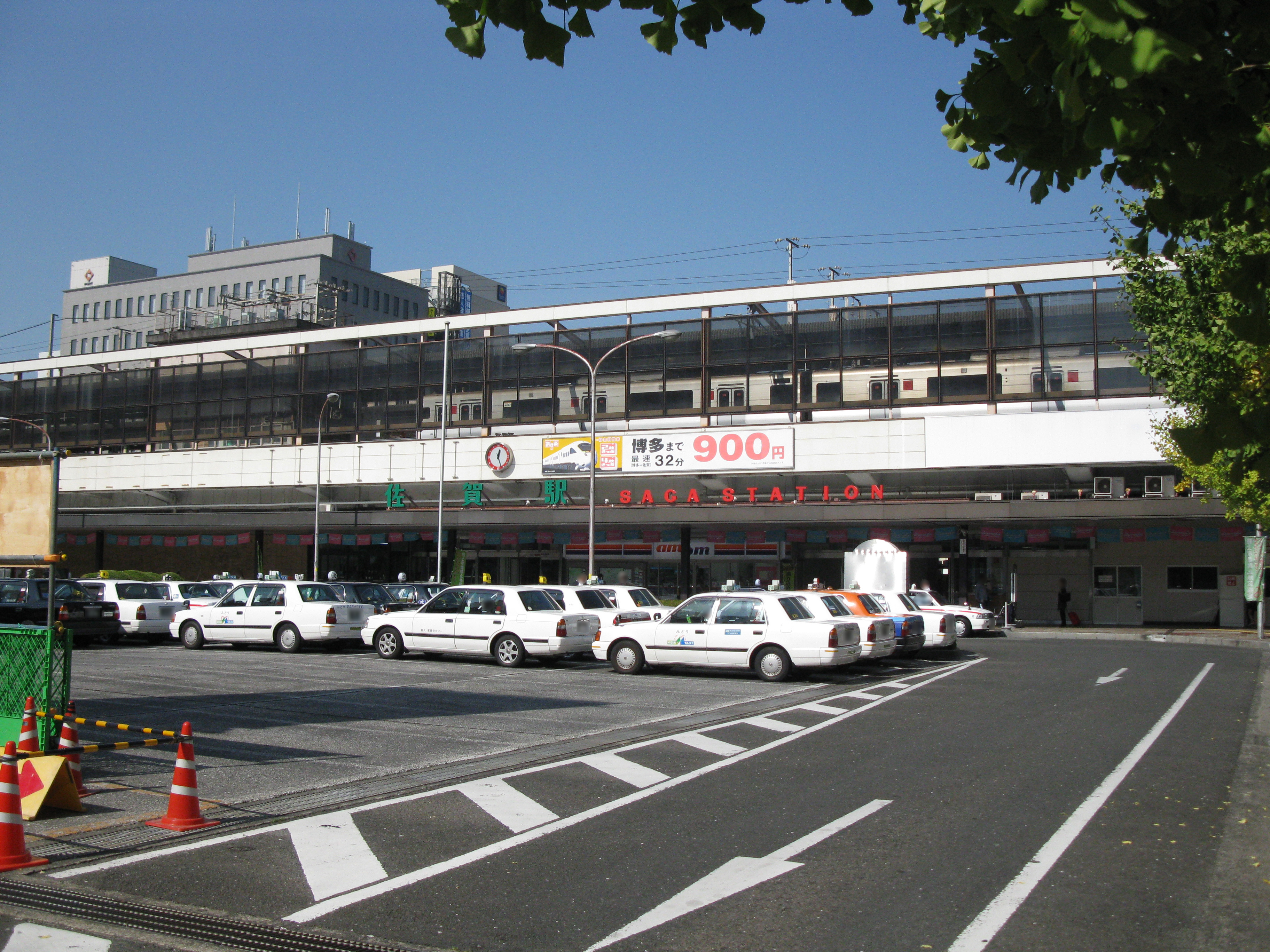
佐賀駅南口

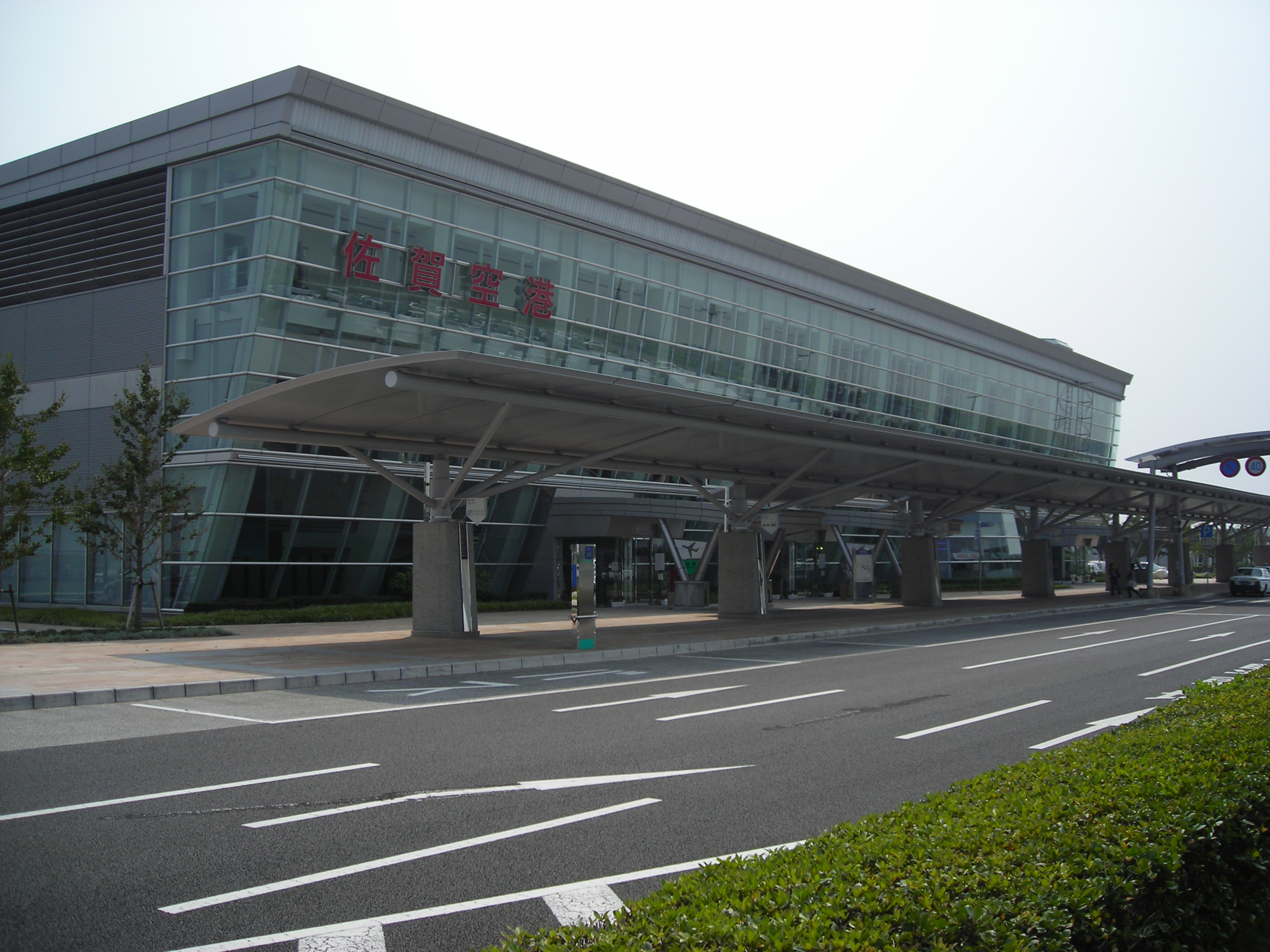
佐賀空港

### 道路
県東端部は国道・高速道路・鉄道が集まる九州の交通の分岐点であり、その利便性のため東部には物流や製造業の拠点が多い。県内道路は福岡県と長崎県を結ぶ北東-南西方向の幹線上にあって佐賀市や唐津市を基点としつつ網状に広がっている。
九州の道路交通の大動脈である国道3号が県東端部の基山町・鳥栖市東側を南北に通っている。そのさらに東側を福岡県との県境に並行して九州自動車道が南北に通っている。
県南部の平野部を北東から南西へ斜めに横断する国道34号は鳥栖市から佐賀市・神埼市・武雄市・嬉野市などを経由し長崎市に至る幹線で概して交通量が多い。これと並行して長崎自動車道が走っている。鳥栖市で国道34号と国道3号が接続、また長崎自動車道と九州自動車道・大分自動車道が鳥栖ジャンクションで接続している。
武雄市から佐世保市へ至る国道35号、福岡市方面から唐津市や伊万里市を経由して佐世保市へ至る国道202号、佐賀市と唐津市を結ぶ国道203号、佐賀市から佐賀平野・筑後平野を南東に進み大牟田市を経由して熊本市へ至る国道208号も主要幹線である。山地を越えて佐賀市と福岡市を結ぶ主要路線として川上峡や三瀬峠・三瀬トンネルを経由する国道263号があり、また国道385号は神埼市を経由して柳川市と福岡市を結ぶ国道で、国道34号などと併せて佐賀市と福岡市を結ぶルートを構成しており、山地を越えるが、2006年に東脊振トンネルが開通し利便性が向上した。
有料道路では、福岡市から国道202号と平行し平戸方面へ迂回して佐世保市を経由し武雄ジャンクションへ繋がる西九州自動車道が整備中で、武雄方面と唐津市東部の一部が開通している。国道203号のバイパスとして佐賀唐津道路が計画されており一部が厳木多久道路や厳木バイパスとして使用されている。また地域高規格道路として、大牟田から国道208号と平行して佐賀市を経由し、有明海沿岸を周回して鹿島へ至る有明海沿岸道路が整備・計画中で、県内の一部の区間が開通している。
- その他の主な一般国道 : 国道204号、国道207号、国道263号、国道264号、国道323号、国道382号、国道383号、国道385号、国道444号、国道498号、国道500号
- 都道府県道 : 佐賀県の県道一覧を参照

### バス
県内の主なバスターミナルは佐賀駅バスセンター、唐津大手口バスセンター、鹿島バスセンター、嬉野バスセンターなど。
- 佐賀市交通局 - 佐賀市内
- 昭和自動車 - 唐津市を中心として主に県北・中部
- 祐徳自動車 - 鹿島市を中心として主に県南部や有明海沿いの地域
- 西日本鉄道グループ（西鉄バス） - 主に県東部ならびに福岡県への越境路線
  - 西鉄バス佐賀 - 鳥栖市内ならびに、鳥栖・佐賀市内から福岡県への越境路線
  - 西鉄バス久留米 - 佐賀市から福岡県久留米市・大川市・柳川市への越境路線
- 西肥自動車 - 伊万里市内・有田町内などの県西部ならびに、長崎県北部への越境路線
- JR九州バス - 嬉野・武雄市内、長崎県との越境路線
- ジョイックス交通 - 旧神埼町（神埼市）から旧背振村（神埼市）・旧三瀬村（佐賀市）への路線

ジョイックス交通以外はnimocaをはじめとする交通系ICカードが利用できる。
ほか、自治体が貸し切りバス業者やタクシー会社に運行を委託するコミュニティバスが各地で運行されている。

### 鉄道
玄海町、上峰町を除く全自治体に鉄道駅が存在する。佐賀平野と有明海沿岸の鳥栖・佐賀・鹿島の各都市を通るJR長崎本線、武雄や有田を経由し西部を横断する佐世保線は、特急リレーかもめ・かささぎ・みどり・ハウステンボスが運行し、幹線として利用されている。また短い距離であるが東端部を九州の大動脈である鹿児島本線と九州新幹線が南北に走る。そのほか、佐賀と唐津を結ぶ唐津線、福岡市方面から唐津を経由し伊万里へ至る筑肥線、有田から伊万里を経由し松浦方面へ至る松浦鉄道西九州線、基山と朝倉市甘木を結ぶ甘木鉄道甘木線がある。2022年9月には、武雄温泉駅から長崎駅方面へ西九州新幹線が開業した。

### 空港
1998年に開港した佐賀空港は、全日本空輸による1日5往復の羽田便のほか、LCCの春秋航空が上海浦東便、ティーウェイ航空がソウル便、スプリング・ジャパンが成田便を運航している。旅客数は年間約66万人（2016年度）となっている。夜間貨物便の運行や、福岡・北九州とのマルチエアポート設定などが行われている。便数面や就航航空会社の選択性などの理由、また距離が近い地域では福岡空港（福岡市）や長崎空港（長崎県大村市）も利用される。

### 船舶
大型港湾は玄界灘沿岸に集中している。唐津港と伊万里港が重要港湾である。唐津港はセメント・砂利・砂・石油などの原材料系の受け入れ量が高い特徴がある。伊万里港は大連・青島航路（中国・民生輪船有限公司）、上海航路（日本・神原汽船株式会社）、華南ラウンド航路（韓国・興亜海運株式会社）など複数の海外航路がありコンテナ貨物の割合が高く、大型船に対応した水深13mの新岸壁・ガントリークレーンを備えた国際コンテナターミナルとして重点的に整備が進められている。地方港湾は、玄界灘側の呼子港（避難港）・仮屋港・星賀港、有明海側の住ノ江港・諸富港・鹿島港・大浦港の計7港である。
玄界灘では、離島と本土を結ぶ定期旅客航路が運航している。唐津東 - 印通寺港便（九州郵船）は唐津と壱岐と結ぶ。唐津港からは高島便（唐津市漁業協同組合高島支所）、湊港からは神集島便（唐津市漁業協同組合神集島支所・ユージングボート宇野）、呼子港からは小川島便（川口汽船）、加唐島便（加唐島汽船）、松島便 （新栄）、馬渡島便（郵正丸）の計4航路、星賀港からは向島便（向島丸）、浦ノ崎港からは福島港便（金子廻漕店）がある。有明海では定期航路はない。

## 医療・福祉
| 三次救急医療機関（救急救命センター） - 佐賀県医療センター好生館 - 佐賀大学医学部附属病院 - 唐津赤十字病院（地域救命救急センター） - 国立病院機構嬉野医療センター（地域救命救急センター） 救急指定病院 - 佐賀県救急指定病院一覧 災害拠点病院 - 佐賀県災害拠点病院 | 老人福祉施設 - 参考外部リンク:佐賀県 高齢者関係施設名簿 介護サービス事業者・施設 - 参考外部リンク:佐賀県 介護サービス事業所一覧 障害者の更生・療護・授産施設 - 参考外部リンク:佐賀県 自立支援医療機関（育成医療・更生医療）指定一覧表 保育所 - 佐賀県保育所一覧 |

## 教育
佐賀県の大学進学率は43.6%（2020年（令和2年）高校卒業者）である。
| 大学 - 国立 - 佐賀大学 - 私立 - 西九州大学 短期大学 - 私立 - 佐賀女子短期大学 - 西九州大学短期大学部 - 九州龍谷短期大学 専修学校 - 佐賀県専修学校一覧 通信制大学 - 放送大学 佐賀学習センター | 高等専門学校 - 九州沖縄地方で唯一高等専門学校が所在しない。 特別支援学校 - 佐賀県特別支援学校一覧 高等学校 - 佐賀県高等学校一覧 中学校 - 佐賀県中学校一覧 小学校 - 佐賀県小学校一覧 幼稚園 - 佐賀県幼稚園一覧 | その他教育機関 農業大学校 - 佐賀県農業大学校（平成31年度から専修学校） 海上技術学校 - 国立唐津海上技術短期大学校 その他 水産講習所 - 佐賀県高等水産講習所 |

## マスメディア

### 新聞
地方紙
- 佐賀新聞
- 西日本新聞も本県に総局・支局を置いている。
- 唐津新聞（2008年（平成20年）1月1日廃刊。日刊夕刊紙）
- 鳥栖新聞（隔週刊、無料配布）
- 夕刊佐賀（月2回発行）

全国紙
- 産経新聞以外の4紙（読売、朝日、毎日、日経）や専門紙の日刊工業新聞が県内に総局・支局を置いているほか、読売新聞、毎日新聞は鳥栖市に印刷工場がある（福岡都市圏や九州各県へ輸送する新聞を印刷）。産経新聞は、毎日新聞九州センター鳥栖印刷工場で九州・山口県で産経新聞西部本部発行の「九州・山口特別版」を委託印刷する。※九州・山口特別版が創刊される前の2009年（平成21年）9月30日付までは、産経新聞大阪本社発行で午後6時（18時）締切の早版（6版）を大阪から空輸して西日本新聞販売店（西日本新聞エリアセンター）より委託販売していたが、同年10月1日の九州・山口特別版創刊後の現在は、毎日新聞販売店より委託販売している。※佐賀市の一部では、朝日新聞・毎日新聞の販売店より委託販売していた。（※駅売店・コンビニエンスストアでも同日より販売している）が、2018年（平成30年）3月より西日本新聞販売店（西日本新聞エリアセンター）に変更された。
- 県内は日経のみ朝夕刊セットで、日経を除く全国紙5紙と西日本新聞は朝刊のみの統合版で発行されている。なお、西日本・読売・毎日は佐賀市中心部と鳥栖市・基山町の一部で夕刊を配達する地域が存在する。

### テレビ放送局
佐賀県を放送対象地域としているテレビ局は2局であり、民放は1局のみとなっている（NHKと民放1局の都道府県は佐賀県と徳島県のみ）。親局送信所は鳥栖市の九千部山に置かれている。
- NHK佐賀放送局
- サガテレビ（略称：sts、FNN・FNS系列）

しかし、県境付近では隣接する福岡・熊本の2県の県域テレビ局の放送エリアのめやすとなっている。直接受信が困難な地帯向けにケーブルテレビ局も各地で整備されており、県内大半の地域ではサガテレビと同じフジテレビ系列であるテレビ西日本を含めた、福岡県の民放を視聴できる環境がある。FNN・FNS系列局のテレビ西日本（TNC）以外の福岡県の民放が佐賀県分の報道取材などを行っている。
地上デジタル放送の開始も遅れ、全国最後発となる2006年（平成18年）12月1日開始であった。佐賀県が音頭を取って事業者を組織し、佐賀デジタルネットワーク社を設立。デジタル放送の県内事業者向け配信を一手に担うとともに、インターネット接続プロバイダ業務も行うこととなった。ただ、県外民放の再配信は福岡県分に限られ、熊本放送については各事業者が個別に許可を得る方式とした。
県内でサービスを提供している（許可施設を有する）ケーブルテレビ事業者は2021年7月時点で15である。主な放送局は佐賀県のケーブルテレビ局を参照のこと。世帯普及率は2021年3月末時点で54.1%。

### ラジオ放送局
県域FM放送の親局送信所とNBCラジオ佐賀のFM補完放送のメイン中継局はいずれも唐津市の八幡岳。また、九千部山にも中継局を置いている。
- AM
  - NHK佐賀放送局（第一放送のみ。第二放送は熊本放送局、福岡放送局のエリア[34]）
  - NBCラジオ佐賀（正式名・長崎放送佐賀ラジオ放送局）

放送対象地域外のRKBラジオKBCラジオの放送エリアになっており、2021年12月6日から両局のradikoの配信エリアにもなった。
- FM
  - NHK佐賀FM放送
  - エフエム佐賀 (FMS)
- コミュニティFM
  - FMからつ（唐津市）
  - えびすFM（佐賀市）

外国語放送のラブエフエム国際放送（LOVE FM）が佐賀市のみ放送対象地域に、その他県内のほとんどの地域が放送エリアに、放送対象地域外のエフエム福岡、CROSS FM、エフエム熊本、エフエム長崎、が県内の一部の地域で放送エリアとなる。
県域局でもあるNBCラジオ佐賀及びエフエム佐賀の何れもが長らくradikoでの配信を実施しておらず、佐賀市を正式な放送対象地域としているLOVE FMも県内での基本サービス配信を行っていないため、県内でのradiko実施局はNHKラジオと全国放送のラジオNIKKEI及び放送大学のみという状態が続いていたが、2020年4月15日にエフエム佐賀がradikoの配信を開始したため、現在は解消している。2021年10月1日に長崎放送（NBCラジオ長崎本局）がradikoの配信エリアを佐賀県に拡大し、同日から長崎本局と佐賀局で異なっていた番組編成（地域向け番組・CMなど）を長崎本局に統合・集約するなどの大幅な改編を行った。

### その他
佐賀県は、地域区分局に当たる郵便局が県内に存在しない唯一の都道府県である。県内全域を指す郵便番号84（上2桁）の地域区分局は、福岡県の久留米東郵便局となっている。
震度4以上の記録が残っている地震の回数は、92年間でわずか7回と日本一地震が少ない県でもある。

## 文化・スポーツ

### 県民性
一般的に佐賀の県民性として、「いひゅうもん（異風者）」あるいは「ふうけもん（風変者）」という言葉が代表的に使われることが多い。両者とも変わり者、頑固、融通が利かないといったニュアンスがある。ただし、現代の佐賀弁では「ふうけもん」は馬鹿者といった否定的な意味が強いので、あまりそぐわない。また、特に男性に関してしばしば葉隠の武士道精神とも結び付けられ、上下関係やしきたりを重んじる、几帳面、まじめとされる場合がある。また「佐賀んもんの通ったあとにはぺんぺん草も生えん（佐賀の人が通った後にはぺんぺん草も生えない）」などと揶揄・自嘲される場合があるが、佐賀藩時代の厳しい財政下で大名家（鍋島家）自らの倹約から受け継がれた主に藩士の倹約家気質がさまざまな形で受け止められ、当時の言い回しが現代まで残ったものである。

### 方言
佐賀藩に当たる県東部-南部では佐賀弁が話され、同じ藩域だった長崎県諫早地方では似た言い回しが多い。唐津藩に当たる県北西部では唐津弁、対馬藩飛び地に当たる鳥栖市東部・基山町では田代弁が話される。

### 食文化
郷土料理

### 伝統工芸
経済産業大臣指定伝統的工芸品
- 伊万里焼・有田焼（陶磁器、1977年）
- 唐津焼（陶磁器、1988年）

伝統工芸品

### 伝統産業・特産品

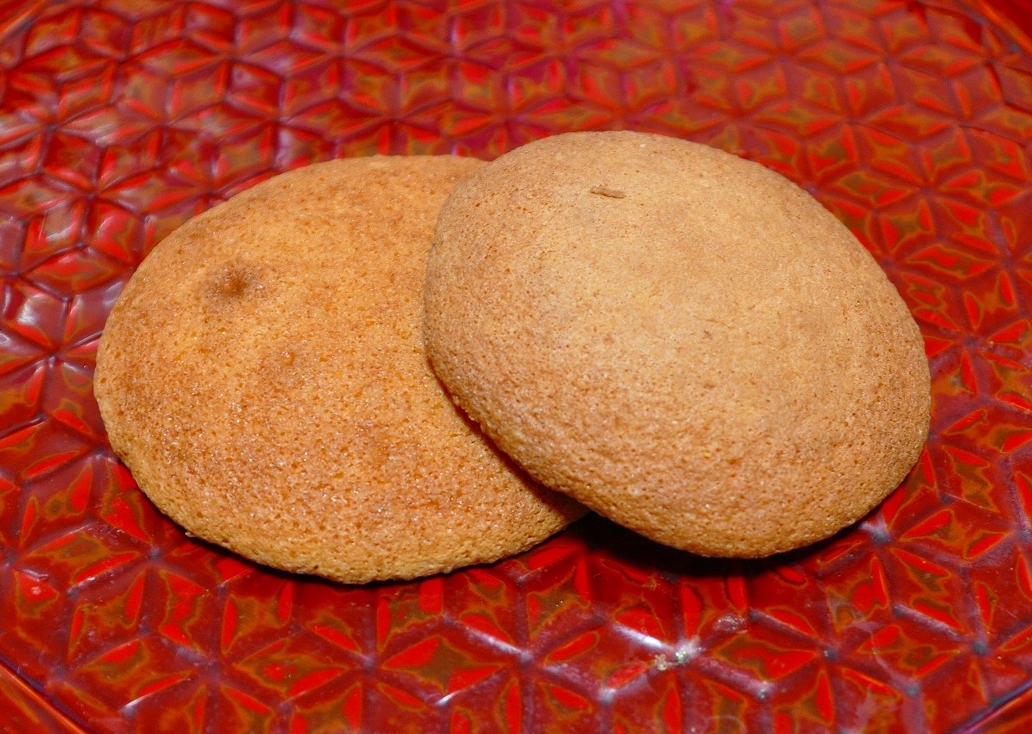
丸ぼうろ

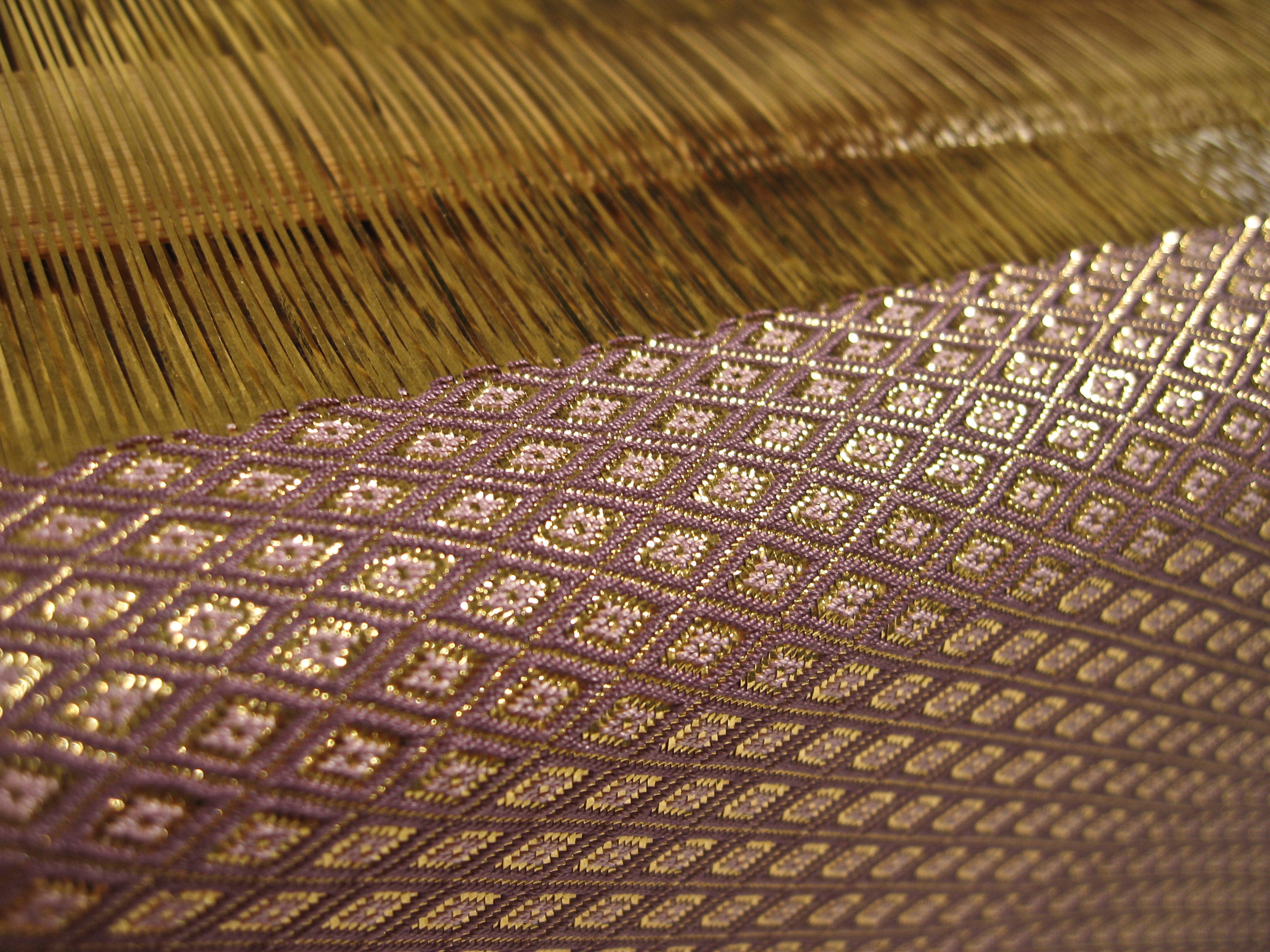
佐賀錦（鹿島錦）

- 鳥栖市の医薬品産業、佐賀市諸富町の家具産業は伝統産業が現代経済に取り入れられ成長した産業である。
- 有田焼、唐津焼、伊万里焼、志田焼、黒牟田焼、多々良焼、肥前吉田焼など、西部には歴史ある焼き物が多い。ただし、東部にも肥前尾崎焼や白石焼といった伝統的な焼き物が存続している。有田焼は特産品や地場産業、そのほかは伝統産業となっている所が多い。
- 佐賀錦（鹿島錦）や鍋島緞通、肥前ビードロなどは伝統的な工芸品として継承されている。
- 玄界灘沿岸での捕鯨は安土桃山時代に始まり江戸時代中期に最盛期を迎えたが、近代以降は行われなくなった。
- 有明海沿岸は日本一の海苔産地として知られ、贈答品向けの高級品が多い。同じく、有明海で獲れるムツゴロウ、ワラスボ、シオマネキなどは古くから郷土料理として食べられている。
- 神埼市神埼町の神埼そうめん、小城市小城町の小城羊羹などは、古くからの伝統産業を受け継いだ特産品である。
- 小城羊羹をブランドとして複数の中小メーカーが販売を行っており、佐賀市のようかんの年間購買金額は全国1位（2005年（平成17年）、全国49都市中）である。
- 上記の他に特有の食材・菓子としては嬉野茶、松露饅頭、丸ぼうろ、逸口香、けえらん、サルボウ、クチゾコなどがある。
- 日本最古の水稲耕作菜畑遺跡や吉野ケ里遺跡があり、良質な水源によって古代から米作りが盛んで地元産の清酒が作られてきた、日本酒文化の土地である。
- 鯛の消費量が年間1人当たり3,082g（2008年）、2,833g（佐賀市、2008-2010年）、2,601g（佐賀市、2004-2006年）という統計があり、いずれも全国平均の3倍程度と突出して多い。西日本では総じて多い傾向にあるが、近年の統計では佐賀県は全国最多となっている。

### スポーツ

#### プロスポーツチーム・社会人スポーツチーム
サッカー
- サガン鳥栖（鳥栖市・J1リーグ）

バレーボール
- SAGA久光スプリングス（神戸市とのダブルホームタウン。加盟は佐賀県バレー連盟）

バスケットボール
- 佐賀バルーナーズ（佐賀市・B1.LEAGUE）

ハンドボール
- トヨタ紡織九州レッド・トルネード（神埼市）

ソフトボール男子西日本リーグ
- ダイワアクト（佐賀市）

九州サッカーリーグ
- 佐賀LIXIL FC（鹿島市）
- 川副クラブ（佐賀市）

野球
- 佐賀アジアドリームズ（武雄市/嬉野市・九州アジアリーグ）※準加盟
- 佐賀魂（佐賀市・社会人野球）

#### 過去に存在したスポーツチーム
- 鳥栖フューチャーズ（鳥栖市・サッカー旧JFL、1997年（平成9年）解散）

#### スポーツ施設
- 駅前不動産スタジアム

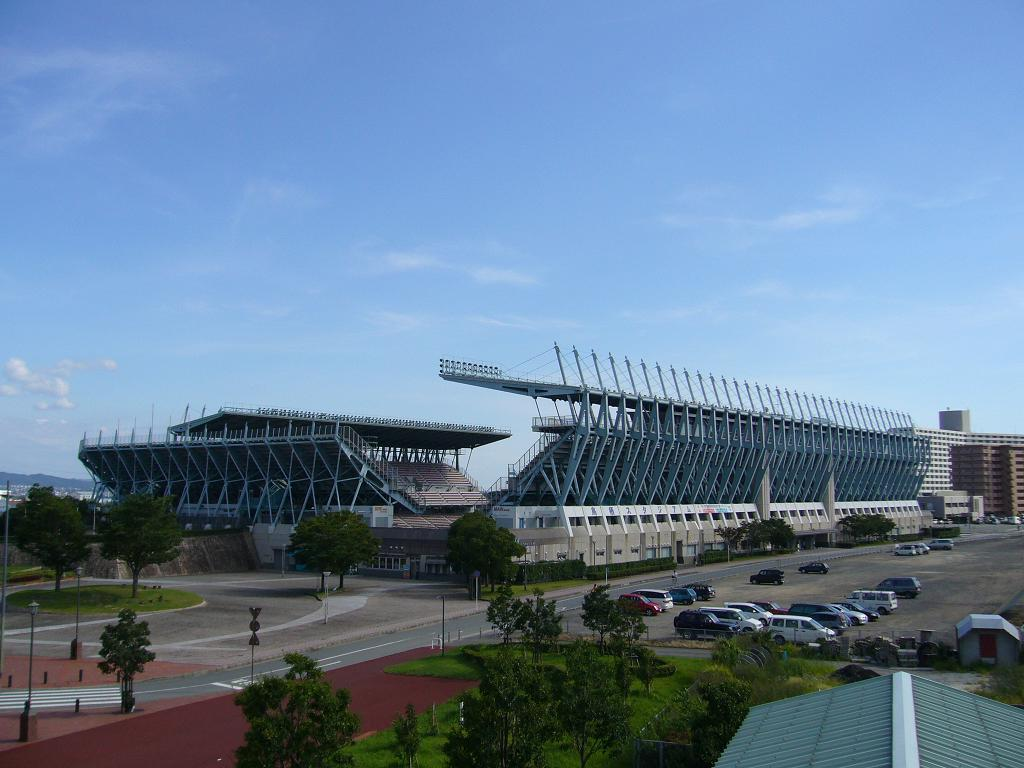
J1サガン鳥栖のホームグラウンドである駅前不動産スタジアム

- 佐賀県総合運動場（現名称：SAGAサンライズパーク）
  - 佐賀県総合運動場陸上競技場（佐賀総合グラウンド→現名称:SAGAサンライズパーク陸上競技場、愛称:SAGAスタ）
  - 佐賀県総合体育館（現名称：SAGAサンライズパーク体育館、愛称:SAGAプラザ）
  - SAGAアリーナ
- 佐賀県立森林公園野球場（みどりの森県営球場）
- 佐賀市立野球場（佐賀ブルースタジアム）
- 佐賀市立体育館
- グラスコート佐賀テニスクラブ（『ウィンブルドン九州』という名前で知られていたが、本家『ウィンブルドン』と混同するため改称）
- 市村記念体育館
- 体育の森公園

### 公営競技
- 佐賀競馬場（鳥栖市）
- 唐津競艇場（唐津市）
- 武雄競輪場（武雄市）

## 観光

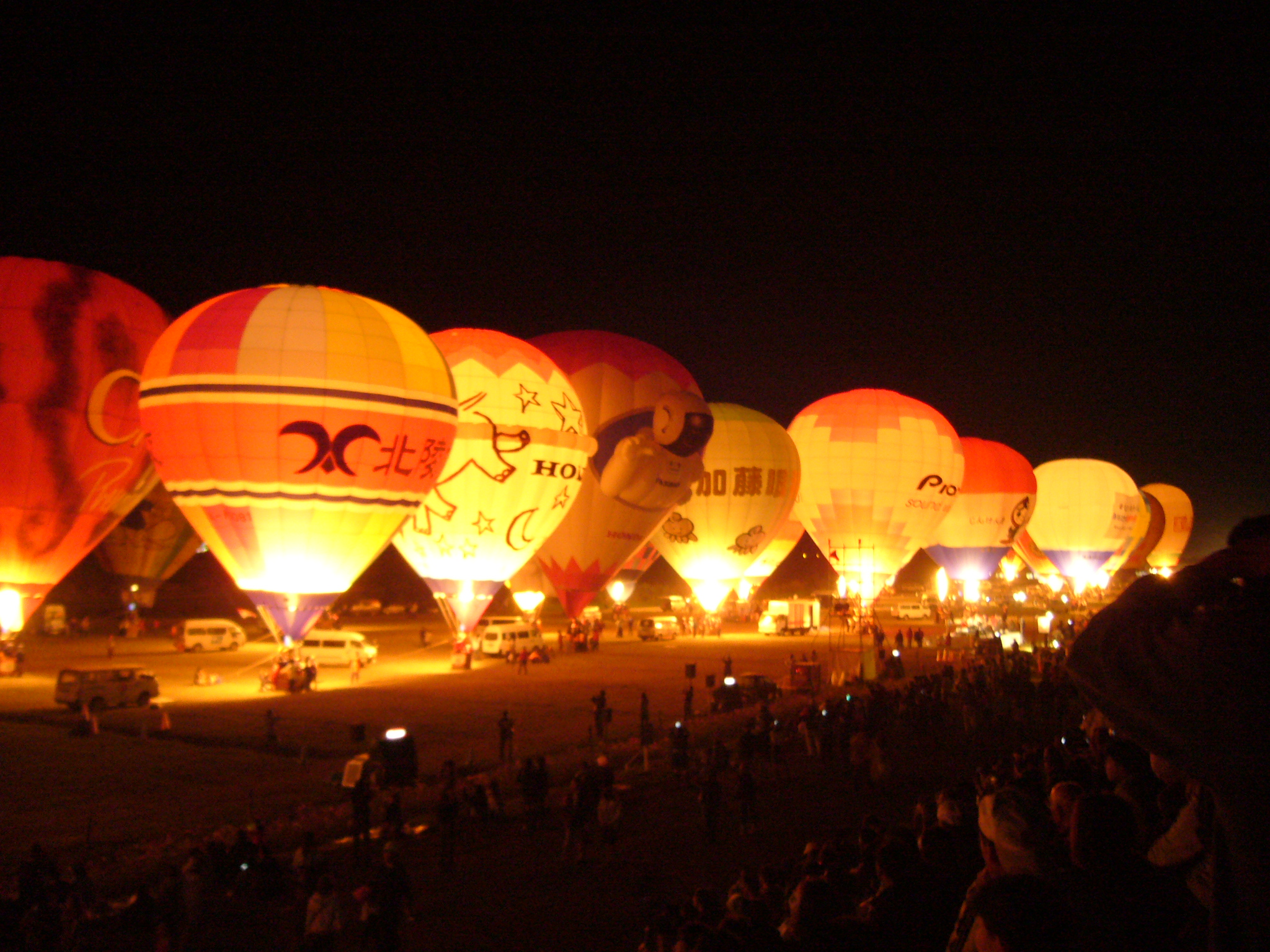
佐賀インターナショナルバルーンフェスタ

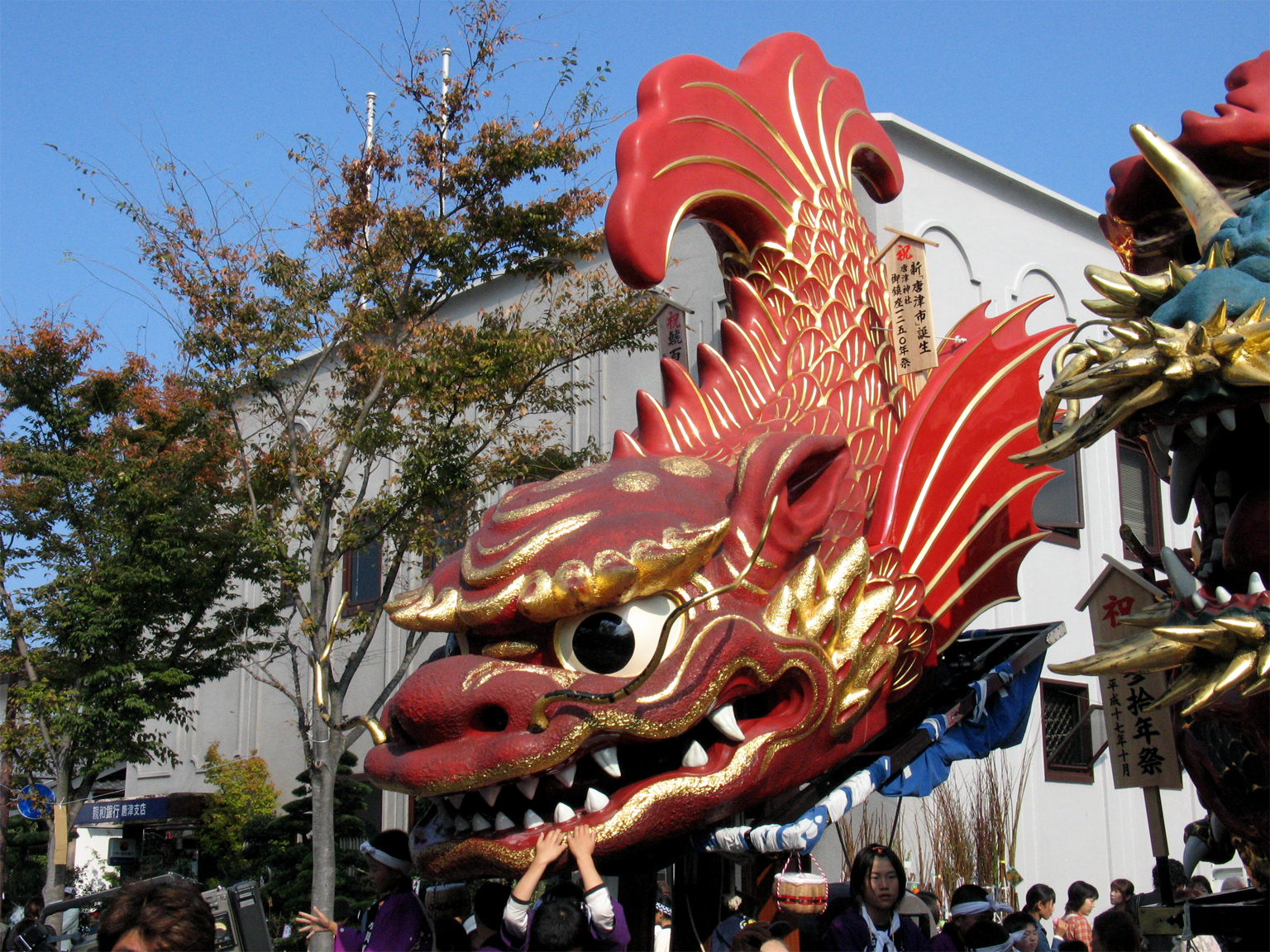
唐津くんち

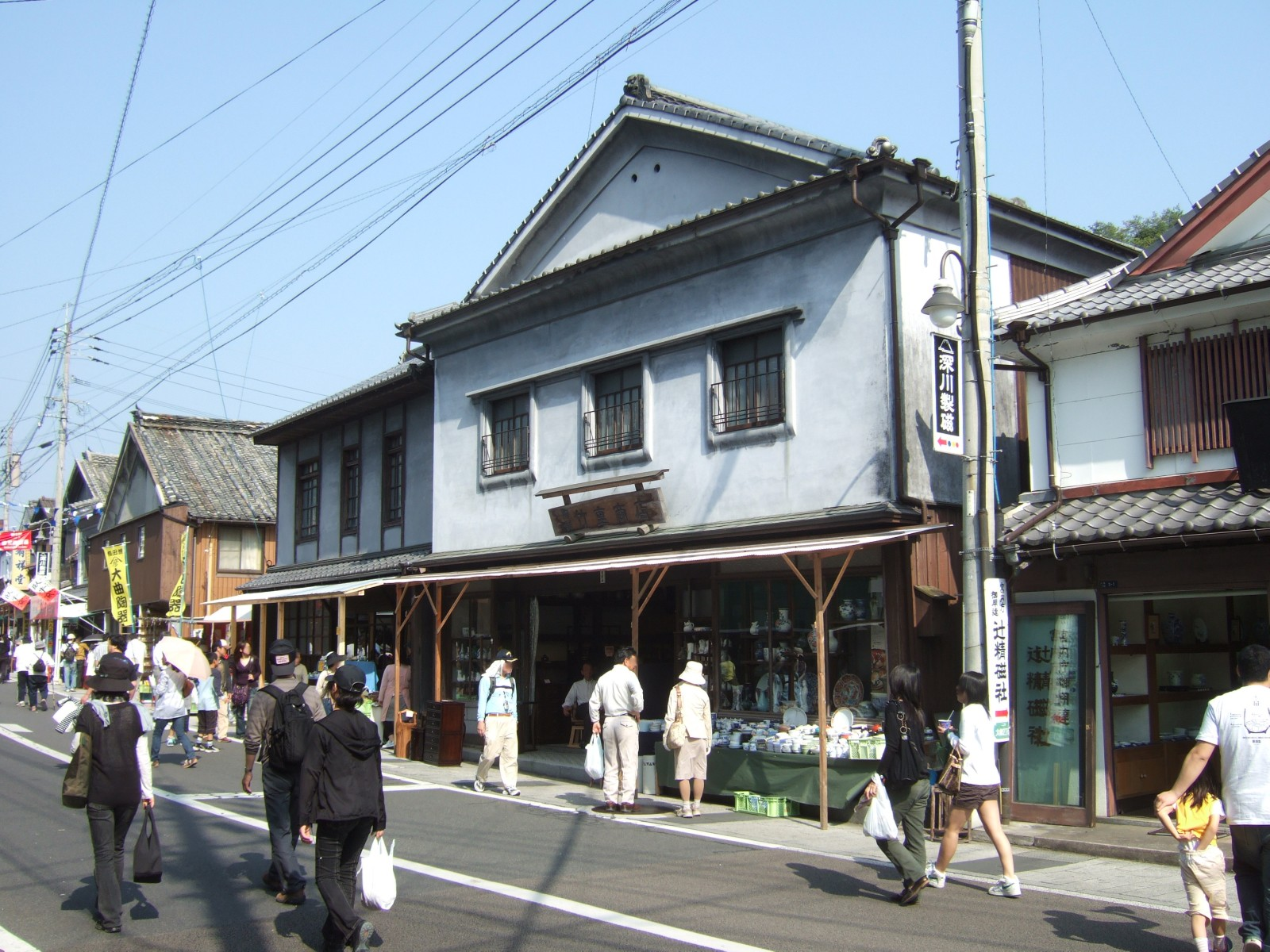
有田陶器市

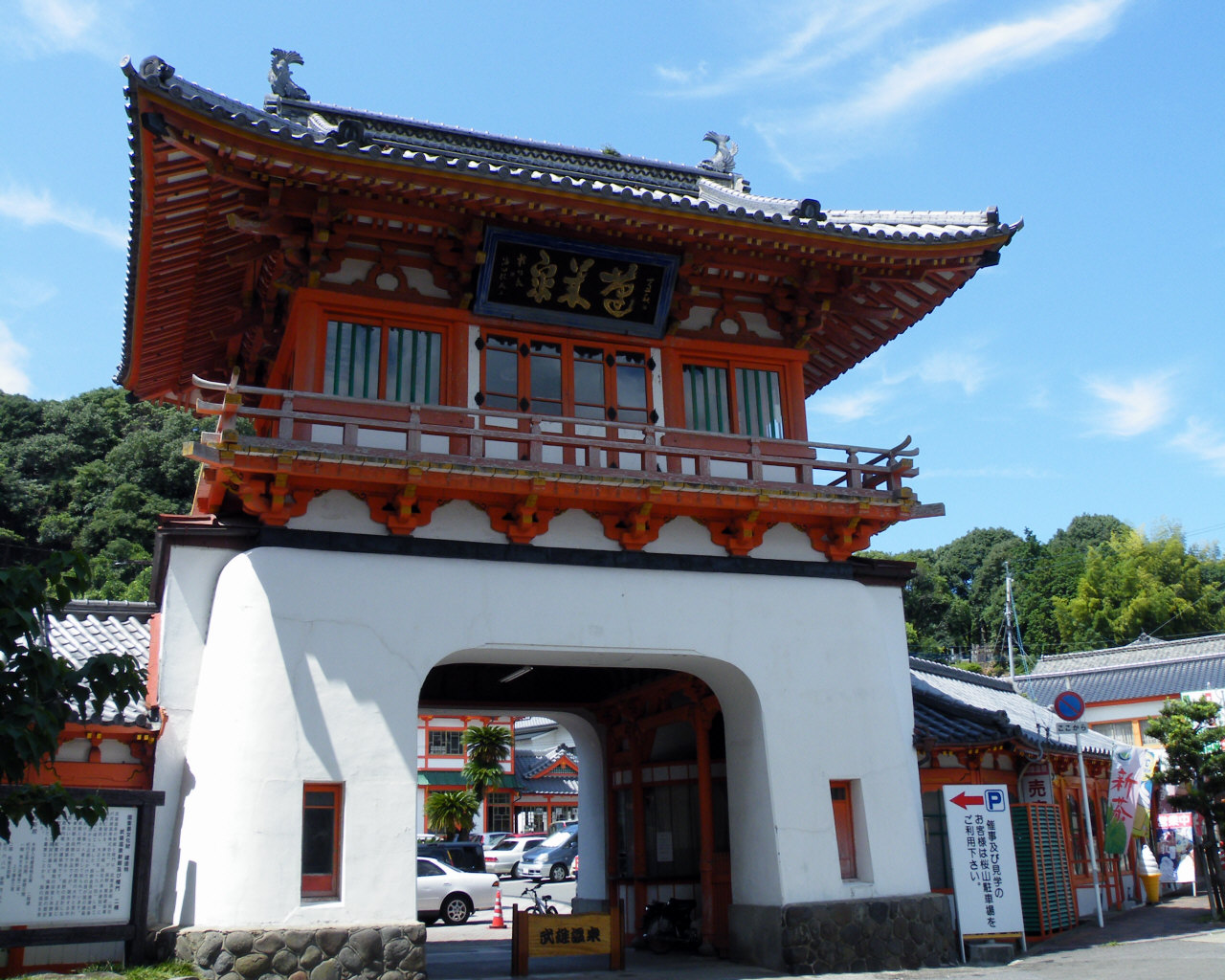
武雄温泉・楼門

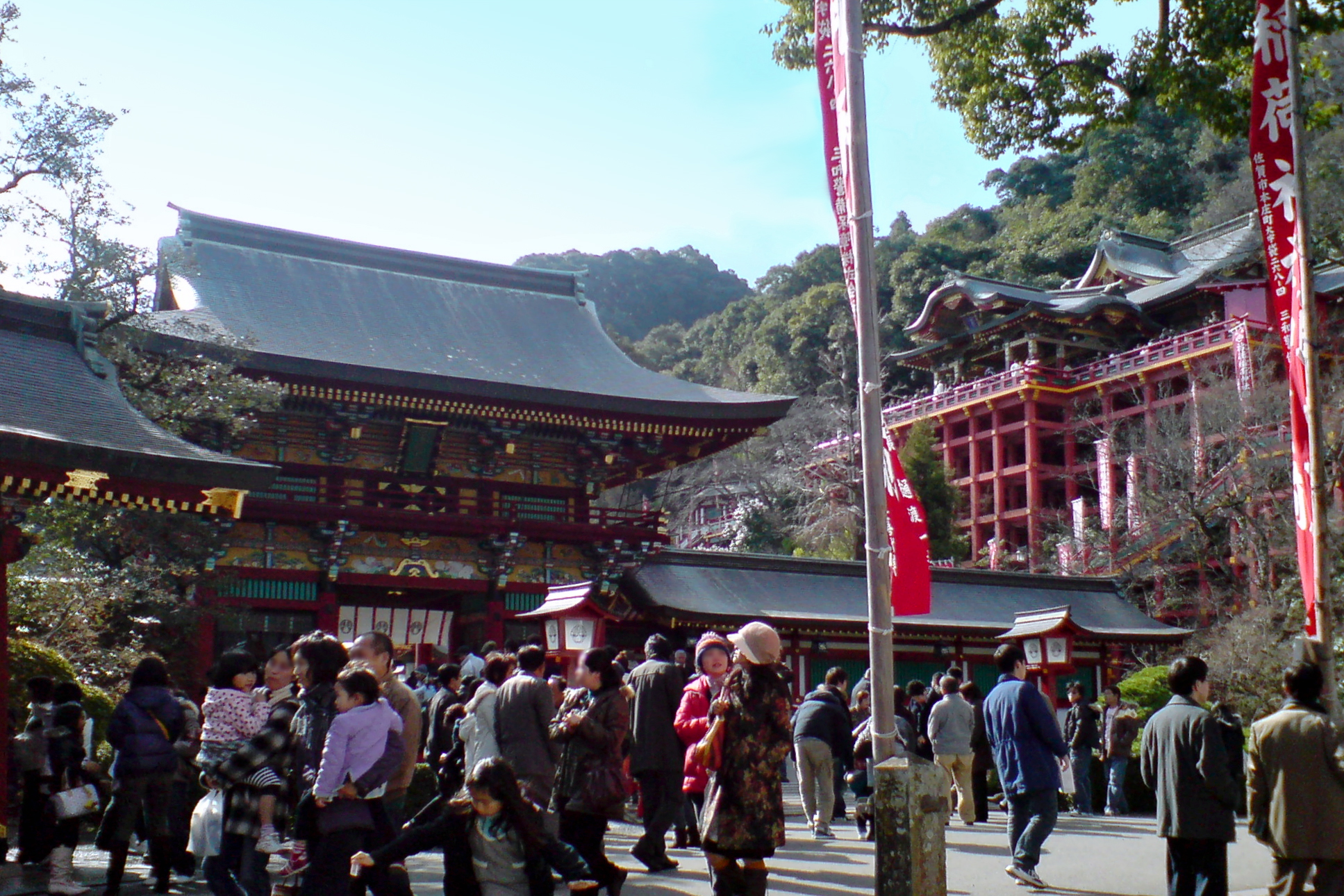
祐徳稲荷神社

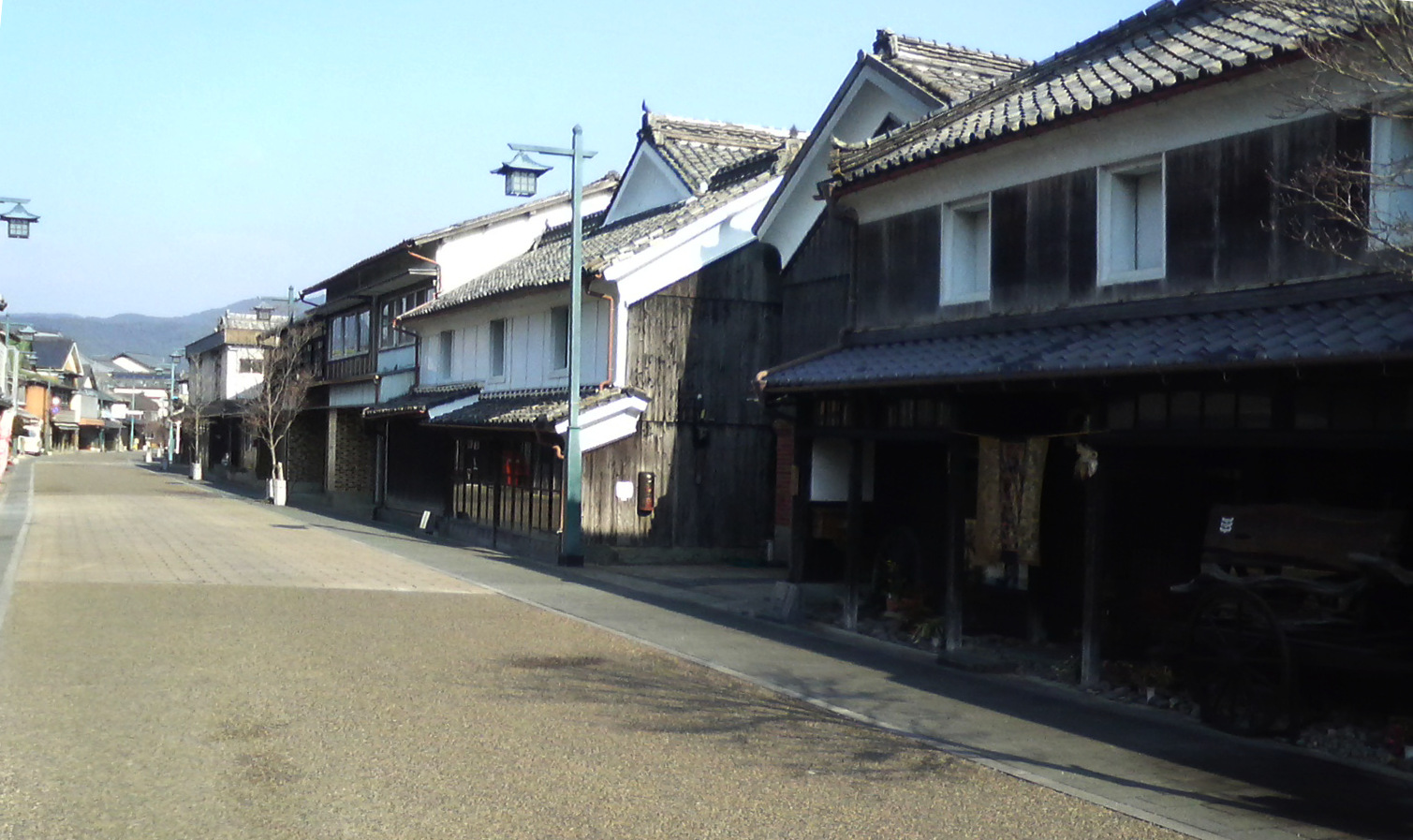
塩田津の町並み

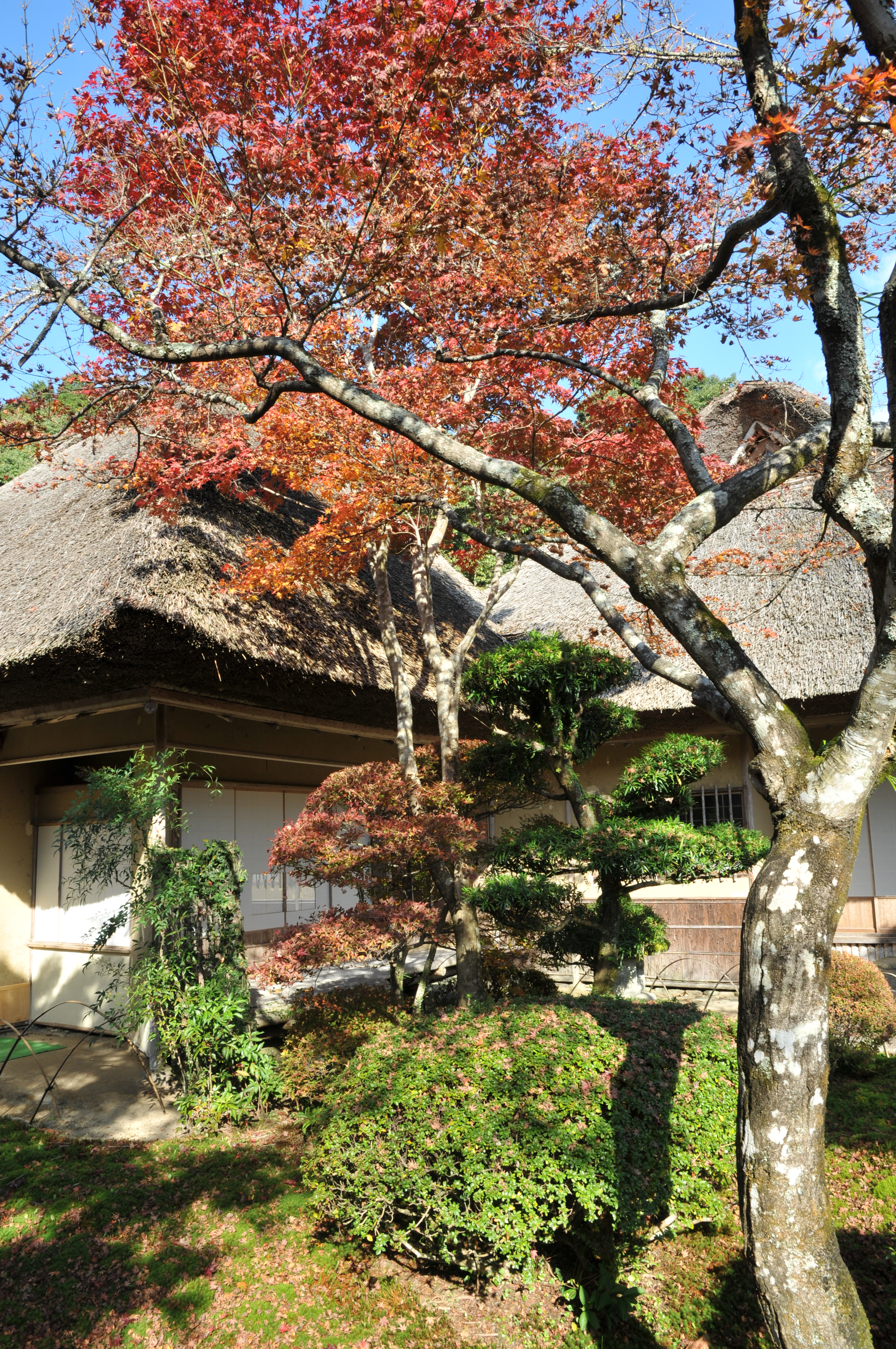
九年庵

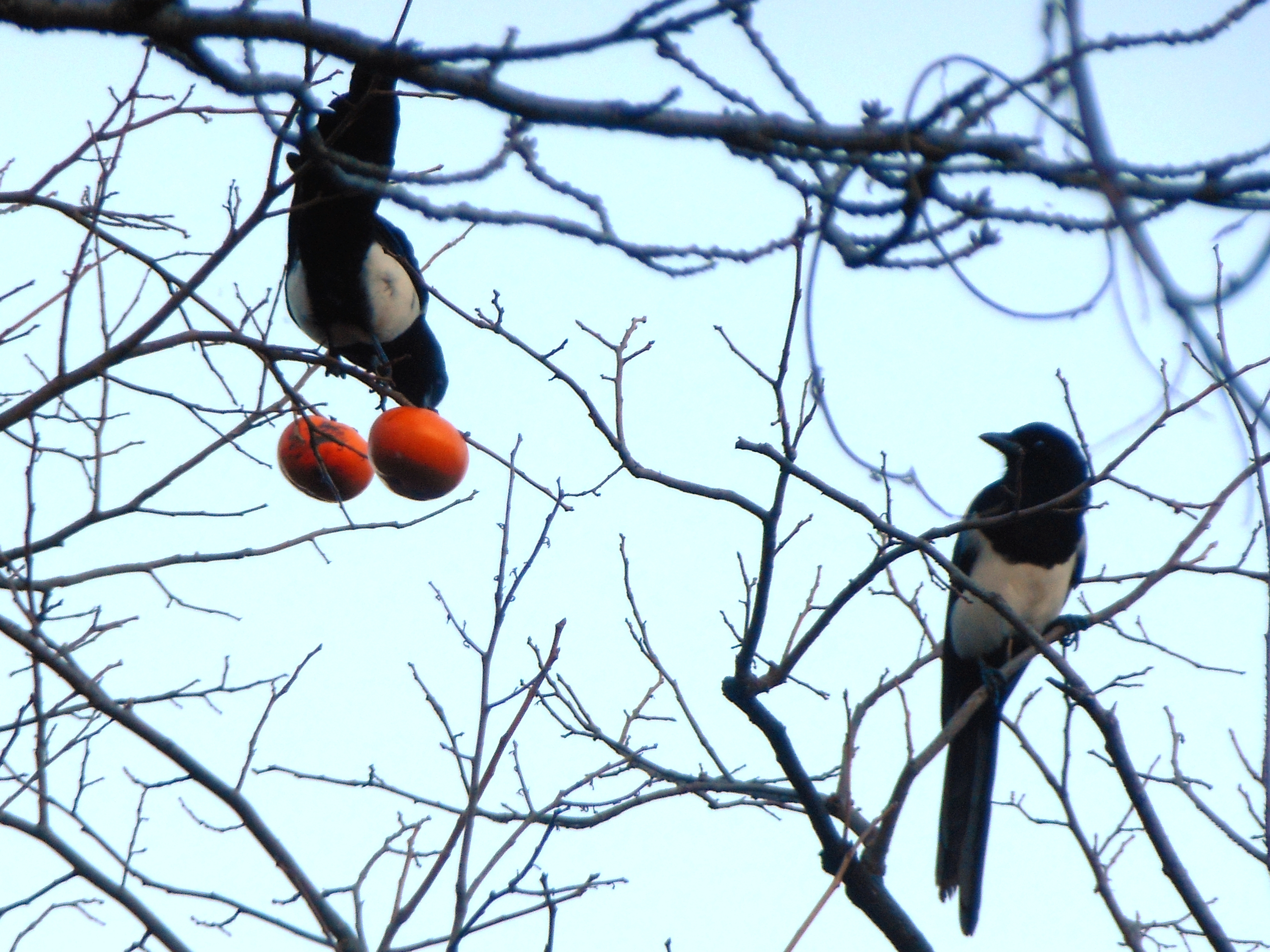
カササギ

唐津市・東松浦郡は、虹の松原、屋形石の七ツ釜の海食洞、リアス式海岸、クジラのように急峻にせり出す形状の島々など、玄界灘・唐津湾に面した海沿いの自然景勝地として知られ、海水浴やサーフィン、ダイビングといったマリンスポーツなどが盛んである。鏡山や丘陵地帯・海岸部の棚田などの自然景勝が見られるほか、丘の上に建つ唐津城、名護屋城跡（博物館）などの文化財が観光地となっている。11月上旬には日本三大くんちの一つである唐津くんち（唐津市）、6月上旬には呼子大綱引（唐津市呼子町）が行われるほか、呼子の朝市も有名である。
伊万里湾も同様に、湾口部のいろは島やリアス式海岸が特徴的な景観で、海水浴地でもある。10月下旬には伊万里トンテントン祭りが行われる。伊万里市・有田町・武雄市の黒髪山周辺は奇岩のなす地形や豊富な植物、各種伝説などで知られる。有田町を中心とした地域には有田焼（伊万里焼）、唐津市・伊万里市・武雄市を中心とした地域に唐津焼の、それぞれ古い窯跡や現存する窯元が数多く分布していて陶磁器にまつわる名所が多い。九州陶磁文化館、有田陶磁美術館、有田ポーセリンパークなどの文化施設もあるほか、ゴールデンウィークには有田陶器市が開かれ多数の客で賑わう。
日本三大美肌の湯である嬉野温泉（嬉野市）は湯豆腐や嬉野茶でも有名で、武雄温泉（武雄市）は、楼門と武雄温泉新館が国の重要文化財に指定されており、それぞれ趣の異なった温泉街として賑わう。
一方で、県庁所在地の佐賀市は平坦な田園地帯の中にあり、城下町時代の名残のある込み入った街路や水路網などの景観が特徴的である。江戸-明治期の建物が残る佐賀市歴史民俗館、佐賀城跡と佐賀城本丸歴史館、佐嘉神社、反射炉跡などの歴史遺産が点在する。10月下旬から11月上旬には、佐賀インターナショナルバルーンフェスタが開かれ、熱気球が舞う光景が広がるほか、8月には佐賀城下栄の国まつりが開催される。
県南部一帯には泥質干潟の有明海が広がり、玄界灘や伊万里湾とは大きく異なった景観となる。ムツゴロウ、シオマネキなどの希少生物や、紅葉のように変化するシチメンソウなどが見られる。また5月ごろには鹿島ガタリンピック（鹿島市）が開催される。
県北部の北山ダム（佐賀市三瀬村）は避暑地となっており、どんぐり村などが観光地として整備されている。嘉瀬川を下って行くと古湯温泉や熊の川温泉（ともに佐賀市富士町）、川上峡などのスポットが点在する。
吉野ヶ里遺跡（吉野ヶ里町・神埼市）は、一部で発掘を継続しながら国営吉野ヶ里歴史公園として復元整備されている。
その他
城跡・特別史跡
- 基肄城跡（基山町）
- 吉野ヶ里遺跡（神埼市）

寺社
- 与賀神社（佐賀市）
- 祐徳稲荷神社（鹿島市）
- 多久聖廟（多久市）
- 鎮西出雲大社（佐賀市蓮池町）

主な文化施設・観光施設
- 佐賀県立宇宙科学館（武雄市）
- 佐賀県立博物館・美術館（佐賀市）
- マリンパル呼子（唐津市）
- 玄海海中展望塔（唐津市波戸岬）
- 玄海エネルギーパーク（玄海町）
- 嬉野温泉 肥前夢街道（嬉野市）
- 武雄・嬉野 メルヘン村（武雄市）
- 肥前大和巨石パーク（佐賀市）

その他
- 炭鉱跡やボタ山（多久市周辺）
- 見帰りの滝や鵜殿石仏群（唐津市）
- 清水の滝（小城市）

### 有形文化財建造物
重要伝統的建造物群保存地区
- 浜庄津町浜金屋町（鹿島市）
- 浜中町八本木宿（鹿島市）
- 塩田津（嬉野市）
- 有田内山（有田町）

### 文化財
ユネスコ世界遺産
- 明治日本の産業革命遺産「三重津海軍所跡」（2015年登録）

ユネスコ無形文化遺産
- 来訪神：仮面・仮装の神々の儀式的訪問 「見島のカセドリ」（2018年登録）

#### 有形文化財
国宝
- 催馬楽譜（佐賀市-鍋島報效会）

史跡
- 吉野ヶ里遺跡（神埼市）
- 銚子塚古墳（佐賀市）
- 西隈古墳（佐賀市）
- 東名遺跡（佐賀市）
- 菜畑遺跡（唐津市）
- 中原遺跡（唐津市）
- 久里双水古墳（唐津市）
- 大隈重信旧宅（佐賀市）
- 肥前国庁跡（佐賀市大和町）
- 三重津海軍所（佐賀市川副町）

特別名勝
- 虹ノ松原（唐津市）

名勝
- 九年庵（神埼市）
- 御船山楽園（武雄市）

#### 主な天然記念物
- 佐賀平野のカササギ生息地
- 伊万里湾のカブトガニ生息地
- 屋形石の七ツ釜（唐津市）
- 佐賀城址、与賀神社、白角折神社、稲佐神社、海童神社、青幡神社などの楠（クスノキ）群
- エヒメアヤメ自生南限地帯
- 千石山サザンカ自生北限地帯
- 高串のアコウ北限地帯
- 嬉野の大チャノキ（嬉野市）
- 川古のクス（武雄市）
- 下合瀬の大カツラ（佐賀市富士町）
- 加部島暖地性植物群落
- 黒髪山カネコシダ自生地
- 八藤丘陵の阿蘇4火砕流堆積物・埋没林